# Llista de topònims de Terrassa
Llista de topònims (noms propis de lloc) del municipi de Terrassa, al Vallès Occidental
Informació actualitzada per un bot. Els canvis manuals es perdran quan s'actualitzi!

## arbre singular
| imatge | Nom                                | Ubicat a    | instància de   | Detalls                                                                         | coordenades                                                                          | Protecció             | Commons (més fotos)                | Dades a WD                    |
| ------ | ---------------------------------- | ----------- | -------------- | ------------------------------------------------------------------------------- | ------------------------------------------------------------------------------------ | --------------------- | ---------------------------------- | ----------------------------- |
|        | alzina de Can Coniller             | Terrassa    | arbre singular | Taxon: alzina (Quercus ilex)                                                    | 41° 32′ 52″ N, 2° 03′ 52″ E / 41.547822°N,2.064337°E                                 |                       |                                    | Modifica les dades a Wikidata |
|        | alzina de Can Poal                 | Terrassa    | arbre singular | Taxon: alzina (Quercus ilex)                                                    | 41° 33′ 10″ N, 1° 59′ 44″ E / 41.552887°N,1.995541°E                                 |                       |                                    | Modifica les dades a Wikidata |
|        | alzina del baixador de Torrebonica | Terrassa    | arbre singular | Taxon: alzina (Quercus ilex) Ample: 19m Alt: 21m Perímetre: 2.39m               | 41° 33′ 58″ N, 2° 02′ 56″ E / 41.566226°N,2.048805°E Estació de Torrebonica 282 msnm | arbre d'interès local | Alzina del baixador de Torrebonica | Modifica les dades a Wikidata |
|        | pi pinyer de Torrebonica           | Torrebonica | arbre singular | Taxon: pi pinyer (Pinus pinea)                                                  | 41° 33′ 46″ N, 2° 03′ 19″ E / 41.562654°N,2.055248°E                                 |                       |                                    | Modifica les dades a Wikidata |
|        | roure de Can Colomer               | Terrassa    | arbre singular | Taxon: roure martinenc (Quercus pubescens) Ample: 19m Alt: 26m Perímetre: 3.95m | 41° 34′ 53″ N, 2° 00′ 01″ E / 41.581428°N,2.000281°E 337 msnm                        | arbre d'interès local | Roure de Can Colomer               | Modifica les dades a Wikidata |
|        | roure del Camp del Roure           | Terrassa    | arbre singular | Taxon: roure martinenc (Quercus pubescens)                                      | 41° 34′ 08″ N, 2° 02′ 39″ E / 41.569002°N,2.044097°E                                 |                       |                                    | Modifica les dades a Wikidata |

## bòbila
| imatge | Nom                     | Ubicat a | instància de   | Detalls                     | coordenades                                          | Protecció                                  | Commons (més fotos)    | Dades a WD                    |
| ------ | ----------------------- | -------- | -------------- | --------------------------- | ---------------------------------------------------- | ------------------------------------------ | ---------------------- | ----------------------------- |
|        | bòbila de Can Bogunyà   | Terrassa | bòbila edifici | Estil: arquitectura popular | 41° 35′ 14″ N, 2° 00′ 12″ E / 41.5873°N,2.00327°E    | bé integrant del patrimoni cultural català | Bòbila de Can Bogunyà  | Modifica les dades a Wikidata |
|        | bòbila de Can Carbonell | Terrassa | bòbila edifici | Estil: arquitectura popular | 41° 35′ 32″ N, 2° 00′ 34″ E / 41.592148°N,2.009397°E | bé integrant del patrimoni cultural català |                        | Modifica les dades a Wikidata |
|        | bòbila de Can Colomer   | Terrassa | bòbila edifici | Estil: arquitectura popular | 41° 35′ 00″ N, 1° 59′ 48″ E / 41.58338°N,1.99664°E   | bé integrant del patrimoni cultural català | Bòbiles de Can Colomer | Modifica les dades a Wikidata |

## cabana
| imatge | Nom                           | Ubicat a | instància de | Detalls                     | coordenades                                                         | Protecció                                  | Commons (més fotos) | Dades a WD                    |
| ------ | ----------------------------- | -------- | ------------ | --------------------------- | ------------------------------------------------------------------- | ------------------------------------------ | ------------------- | ----------------------------- |
|        | cabana als Plans de Ca n'Amat | Terrassa | cabana       | Estil: arquitectura popular |                                                                     | bé integrant del patrimoni cultural català |                     | Modifica les dades a Wikidata |
|        | corral de Ca n'Amat           | Terrassa | cabana       |                             | 41° 31′ 46″ N, 2° 03′ 06″ E / 41.5294508678218°N,2.05161993741388°E |                                            |                     | Modifica les dades a Wikidata |

## carrer
| imatge | Nom                          | Ubicat a | instància de | Detalls | coordenades                                          | Protecció                   | Commons (més fotos)       | Dades a WD                    |
| ------ | ---------------------------- | -------- | ------------ | ------- | ---------------------------------------------------- | --------------------------- | ------------------------- | ----------------------------- |
|        | Passeig Comte d'Ègara        | Terrassa | carrer       |         | 41° 33′ 46″ N, 2° 00′ 57″ E / 41.562668°N,2.015718°E | bé cultural d'interès local | Passeig del Comte d'Ègara | Modifica les dades a Wikidata |
|        | avinguda de Can Jofresa      | Terrassa | carrer       |         |                                                      |                             |                           | Modifica les dades a Wikidata |
|        | avinguda de Santa Eulàlia    | Terrassa | carrer       |         |                                                      |                             |                           | Modifica les dades a Wikidata |
|        | avinguda del Vallès          | Terrassa | carrer       |         |                                                      |                             |                           | Modifica les dades a Wikidata |
|        | carrer d'Amèrica             | Terrassa | carrer       |         |                                                      |                             |                           | Modifica les dades a Wikidata |
|        | carrer d'Icària              | Terrassa | carrer       |         |                                                      |                             |                           | Modifica les dades a Wikidata |
|        | carrer de Cervantes          | Terrassa | carrer       |         |                                                      |                             |                           | Modifica les dades a Wikidata |
|        | carrer de Fàtima             | Terrassa | carrer       |         |                                                      |                             |                           | Modifica les dades a Wikidata |
|        | carrer de Granada            | Terrassa | carrer       |         |                                                      |                             |                           | Modifica les dades a Wikidata |
|        | carrer de Torrent del Batlle | Terrassa | carrer       |         |                                                      |                             |                           | Modifica les dades a Wikidata |
|        | carrer de la Castellassa     | Terrassa | carrer       |         |                                                      |                             |                           | Modifica les dades a Wikidata |
|        | carrer del Mont Perdut       | Terrassa | carrer       |         |                                                      |                             |                           | Modifica les dades a Wikidata |
|        | rambla d'Ègara               | Terrassa | carrer       |         | 41° 33′ 47″ N, 2° 00′ 28″ E / 41.5631°N,2.00778°E    |                             | Rambla d'Ègara            | Modifica les dades a Wikidata |

## carretera
| imatge | Nom     | Ubicat a | instància de                           | Detalls     | coordenades                                          | Protecció | Commons (més fotos) | Dades a WD                    |
| ------ | ------- | --- | -------------------------------------- | ----------- | ---------------------------------------------------- | --------- | ------------------- | ----------------------------- |
|        | BV-1275 | Terrassa Matadepera                                                                                                | carretera                              |             | 41° 35′ 30″ N, 2° 01′ 14″ E / 41.5918°N,2.0205°E     |           |                     | Modifica les dades a Wikidata |
|        | N-150   | Vallès Occidental Nou Barris Montcada i Reixac Ripollet Cerdanyola del Vallès Barberà del Vallès Sabadell Terrassa | carretera carretera nacional d'Espanya | Llarg: 25km | 41° 29′ 22″ N, 2° 09′ 12″ E / 41.489553°N,2.153261°E |           | N-150               | Modifica les dades a Wikidata |

## casa
| imatge | Nom                                                           | Ubicat a  | instància de | Detalls | coordenades                                                                                                | Protecció                                  | Commons (més fotos)                                    | Dades a WD                    |
| ------ | ------------------------------------------------------------- | --------- | ------------ | --- | --- | ------------------------------------------ | ------------------------------------------------------ | ----------------------------- |
|        | Ca l'Argemí                                                   | Terrassa  | casa         | Estil: academicisme | 41° 33′ 41″ N, 2° 00′ 37″ E / 41.561438°N,2.01023°E                                                        | bé cultural d'interès local                | Ca l'Argemí                                            | Modifica les dades a Wikidata |
|        | Ca n'Arnella                                                  | Terrassa  | casa         | Estil: arquitectura gòtica                                                                                               | 41° 35′ 23″ N, 2° 02′ 35″ E / 41.58985°N,2.043162°E                                                        | bé cultural d'interès local                |                                                        | Modifica les dades a Wikidata |
|        | Casa Antoni Pous                                              | Terrassa  | casa         | Arquitecte: Lluís Muncunill i Parellada Estil: arquitectura popular                                                      | 41° 33′ 55″ N, 2° 00′ 50″ E / 41.5654°N,2.01386°E                                                          | bé integrant del patrimoni cultural català | Casa Antoni Pous                                       | Modifica les dades a Wikidata |
|        | Casa Armengol                                                 | Terrassa  | casa         | Arquitecte: Lluís Muncunill i Parellada Estil: noucentisme                                                               | 41° 33′ 48″ N, 2° 00′ 41″ E / 41.5634°N,2.01128°E                                                          | bé cultural d'interès local                | Casa Pere M. Armengol                                  | Modifica les dades a Wikidata |
|        | Casa B. Pinell                                                | Terrassa  | casa         | Arquitecte: Lluís Muncunill i Parellada Estil: noucentisme                                                               | 41° 33′ 46″ N, 2° 00′ 35″ E / 41.5629°N,2.00976°E                                                          | bé cultural d'interès local                | Casa B. Pinell (Terrassa)                              | Modifica les dades a Wikidata |
|        | Casa Badia                                                    | Terrassa  | casa         | Arquitecte: Melcior Vinyals i Muñoz Estil: arquitectura eclèctica                                                        | 41° 33′ 44″ N, 2° 00′ 40″ E / 41.562235°N,2.011005°E                                                       | bé integrant del patrimoni cultural català | Casa Badia (plaça Vella, 7)                            | Modifica les dades a Wikidata |
|        | Casa Baltasar Gorina                                          | Terrassa  | casa         | Arquitecte: Lluís Muncunill i Parellada Estil: arquitectura modernista 1902                                              | 41° 33′ 47″ N, 2° 00′ 52″ E / 41.563°N,2.01456°E ca:Carrer de la Font Vella, 93                            | bé cultural d'interès local                | Casa Baltasar Gorina                                   | Modifica les dades a Wikidata |
|        | Casa Benet Badrinas                                           | Terrassa  | casa         | Arquitecte: Lluís Muncunill i Parellada Estil: modernisme català arquitectura eclèctica                                  | 41° 33′ 46″ N, 2° 00′ 54″ E / 41.5628°N,2.01499°E ca:Pg. Comte d'Ègara, 2-4                                | bé cultural d'interès local                | Casa Benet Badrinas                                    | Modifica les dades a Wikidata |
|        | Casa Blanxart                                                 | Terrassa  | casa         | Estil: arquitectura eclèctica                                                                                            | 41° 33′ 46″ N, 2° 00′ 53″ E / 41.562847°N,2.014723°E ca:Font Vella, 94                                     | bé cultural d'interès local                | Casa Blanxart                                          | Modifica les dades a Wikidata |
|        | Casa Bonaventura Baltà                                        | Terrassa  | casa         | Arquitecte: Lluís Muncunill i Parellada Estil: modernisme català arquitectura eclèctica                                  | 41° 33′ 58″ N, 2° 00′ 59″ E / 41.5662°N,2.01629°E                                                          | bé integrant del patrimoni cultural català | Casa Bonaventura Baltà                                 | Modifica les dades a Wikidata |
|        | Casa Bonaventura Marcet                                       | Terrassa  | casa         | Estil: arquitectura eclèctica                                                                                            | 41° 33′ 49″ N, 2° 00′ 41″ E / 41.5637°N,2.01132°E                                                          | bé cultural d'interès local                | Casa Bonaventura Marcet                                | Modifica les dades a Wikidata |
|        | Casa Carles Pagès                                             | Terrassa  | casa         | Arquitecte: Lluís Muncunill i Parellada Estil: modernisme català arquitectura modernista                                 | 41° 33′ 41″ N, 2° 00′ 52″ E / 41.5615°N,2.01435°E                                                          | bé cultural d'interès local                | Casa C. Pagès (Terrassa)                               | Modifica les dades a Wikidata |
|        | Casa Celedonio Badia Tort                                     | Terrassa  | casa         | Arquitecte: Manuel Joaquim Raspall i Mayol Estil: noucentisme                                                            | 41° 33′ 24″ N, 2° 00′ 19″ E / 41.556533°N,2.005332°E                                                       | bé integrant del patrimoni cultural català | Casa Celedonio Badia Tort                              | Modifica les dades a Wikidata |
|        | Casa Comerma                                                  | Terrassa  | casa         | Arquitecte: Lluís Muncunill i Parellada Estil: noucentisme                                                               | 41° 33′ 57″ N, 2° 00′ 52″ E / 41.565756°N,2.014493°E                                                       | bé integrant del patrimoni cultural català | Casa Comerma                                           | Modifica les dades a Wikidata |
|        | Casa Concepció Monset                                         | Terrassa  | casa         | Arquitecte: Lluís Muncunill i Parellada Estil: modernisme català arquitectura modernista                                 | 41° 33′ 47″ N, 2° 00′ 52″ E / 41.563°N,2.01449°E                                                           | bé cultural d'interès local                | Casa Concepció Monset                                  | Modifica les dades a Wikidata |
|        | Casa Emili Soler                                              | Terrassa  | casa         | Arquitecte: Lluís Muncunill i Parellada Estil: arquitectura popular                                                      | 41° 33′ 54″ N, 2° 00′ 51″ E / 41.565°N,2.01411°E                                                           | bé integrant del patrimoni cultural català | Casa Emili Soler                                       | Modifica les dades a Wikidata |
|        | Casa Eusebi Noguera                                           | Terrassa  | casa         | Arquitecte: Lluís Muncunill i Parellada Estil: noucentisme                                                               | 41° 33′ 57″ N, 2° 00′ 59″ E / 41.5657°N,2.01626°E                                                          | bé integrant del patrimoni cultural català | Casa Eusebi Noguera                                    | Modifica les dades a Wikidata |
|        | Casa Fabra                                                    | Terrassa  | casa         | Estil: arquitectura eclèctica                                                                                            | 41° 33′ 43″ N, 2° 00′ 41″ E / 41.561835°N,2.011281°E                                                       | bé integrant del patrimoni cultural català | Casa Fabra (Terrassa)                                  | Modifica les dades a Wikidata |
|        | Casa Francesca Sendra                                         | Terrassa  | casa         | Arquitecte: Melcior Vinyals i Muñoz Estil: noucentisme                                                                   | 41° 33′ 44″ N, 2° 00′ 40″ E / 41.562285°N,2.011088°E                                                       | bé integrant del patrimoni cultural català | Casa Francesca Sendra                                  | Modifica les dades a Wikidata |
|        | Casa Francisca Masana i Figueres                              | Terrassa  | casa         | Estil: modernisme català arquitectura modernista                                                                         | 41° 34′ 00″ N, 2° 00′ 46″ E / 41.5668°N,2.0129°E                                                           | bé cultural d'interès local                | Casa Francisca Masana                                  | Modifica les dades a Wikidata |
|        | Casa Geis                                                     | Terrassa  | casa         | Arquitecte: Lluís Muncunill i Parellada Estil: modernisme català arquitectura modernista                                 | 41° 33′ 45″ N, 2° 00′ 40″ E / 41.5625°N,2.01103°E                                                          | bé integrant del patrimoni cultural català | Casa Geis                                              | Modifica les dades a Wikidata |
|        | Casa Germain                                                  | Terrassa  | casa         | Estil: arquitectura popular                                                                                              | 41° 34′ 07″ N, 2° 00′ 59″ E / 41.568581°N,2.016306°E                                                       | bé cultural d'interès local                | Casa Germain                                           | Modifica les dades a Wikidata |
|        | Casa Gros                                                     | Terrassa  | casa         | Estil: arquitectura popular                                                                                              | 41° 33′ 47″ N, 2° 00′ 35″ E / 41.563158°N,2.009661°E                                                       | bé integrant del patrimoni cultural català | Casa Gros                                              | Modifica les dades a Wikidata |
|        | Casa Guardiola                                                | Terrassa  | casa         | Estil: arquitectura eclèctica                                                                                            | 41° 33′ 55″ N, 2° 01′ 00″ E / 41.565283°N,2.016554°E                                                       | bé integrant del patrimoni cultural català | Casa Guardiola (Terrassa)                              | Modifica les dades a Wikidata |
|        | Casa Higini Roca                                              | Terrassa  | casa         | Arquitecte: Lluís Muncunill i Parellada Estil: modernisme català arquitectura modernista                                 | 41° 33′ 46″ N, 2° 00′ 39″ E / 41.5628°N,2.01096°E                                                          | bé cultural d'interès local                | Casa Higini Roca                                       | Modifica les dades a Wikidata |
|        | Casa Humbert Galítzia                                         | Terrassa  | casa         | Arquitecte: Lluís Muncunill i Parellada Estil: arquitectura eclèctica                                                    | 41° 33′ 51″ N, 2° 00′ 33″ E / 41.5642°N,2.00923°E                                                          | bé integrant del patrimoni cultural català | Casa Galítzia                                          | Modifica les dades a Wikidata |
|        | Casa Ignasi Escudé Galí                                       | Terrassa  | casa         | Arquitecte: Lluís Muncunill i Parellada Estil: modernisme català arquitectura modernista                                 | 41° 34′ 05″ N, 2° 00′ 49″ E / 41.568°N,2.01361°E                                                           | bé cultural d'interès local                | Cases Ignasi Escudé Galí                               | Modifica les dades a Wikidata |
|        | Casa Jacint Bosch                                             | Terrassa  | casa         | Estil: modernisme català arquitectura modernista                                                                         | 41° 33′ 52″ N, 2° 00′ 46″ E / 41.564579°N,2.01277°E ca:Teatre, 4                                           | bé cultural d'interès local                | Casa Jacint Bosch                                      | Modifica les dades a Wikidata |
|        | Casa Joan Barata                                              | Terrassa  | casa         | Arquitecte: Lluís Muncunill i Parellada Estil: arquitectura modernista 1905                                              | 41° 33′ 50″ N, 2° 00′ 42″ E / 41.5638°N,2.0116°E ca:Carrer Sant Pere, 32-34                                | bé cultural d'interès local                | Casa Joan Barata                                       | Modifica les dades a Wikidata |
|        | Casa Joan Marcet                                              | Terrassa  | casa         | Arquitecte: Lluís Muncunill i Parellada Estil: arquitectura eclèctica 1913                                               | 41° 33′ 47″ N, 2° 00′ 37″ E / 41.563°N,2.0103°E ca:Raval de Montserrat, 12-14                              | bé cultural d'interès local                | Casa Joan Marcet                                       | Modifica les dades a Wikidata |
|        | Casa Joan Salvans i Armengol                                  | Terrassa  | casa         | Arquitecte: Lluís Muncunill i Parellada Estil: noucentisme                                                               | 41° 33′ 51″ N, 2° 01′ 00″ E / 41.5643°N,2.01673°E                                                          | bé integrant del patrimoni cultural català | Casa Joan Salvans                                      | Modifica les dades a Wikidata |
|        | Casa Joaquim Freixa                                           | Terrassa  | casa         | Arquitecte: Lluís Muncunill i Parellada Estil: modernisme català                                                         | 41° 33′ 48″ N, 2° 00′ 33″ E / 41.5633°N,2.00915°E ca:Raval de Montserrat, 40                               | bé cultural d'interès local                | Casa Freixa (Terrassa)                                 | Modifica les dades a Wikidata |
|        | Casa Josep Arias                                              | Terrassa  | casa         | Arquitecte: Lluís Muncunill i Parellada Estil: arquitectura eclèctica                                                    | 41° 33′ 58″ N, 2° 00′ 55″ E / 41.566006°N,2.015278°E                                                       | bé cultural d'interès local                | Casa Josep Arias                                       | Modifica les dades a Wikidata |
|        | Casa Josep Boguñà                                             | Terrassa  | casa         | Arquitecte: Lluís Muncunill i Parellada Estil: modernisme català arquitectura modernista                                 | 41° 33′ 46″ N, 2° 00′ 34″ E / 41.5629°N,2.00952°E ca:Raval de Montserrat, 33 / La Unió                     | bé cultural d'interès local                | Casa Josep Boguñà                                      | Modifica les dades a Wikidata |
|        | Casa Jover                                                    | Terrassa  | casa         | Estil: arquitectura popular                                                                                              | 41° 33′ 40″ N, 2° 00′ 42″ E / 41.5611°N,2.01166°E                                                          | bé cultural d'interès local                | Casa Jover (Terrassa)                                  | Modifica les dades a Wikidata |
|        | Casa Lluís Salvans i Armengol                                 | Terrassa  | casa         | Arquitecte: Lluís Muncunill i Parellada Antoni Pascual i Carretero Estil: noucentisme                                    | 41° 33′ 52″ N, 2° 01′ 00″ E / 41.5644°N,2.01673°E                                                          | bé integrant del patrimoni cultural català | Casa Lluís Salvans                                     | Modifica les dades a Wikidata |
|        | Casa Mariano Ros                                              | Terrassa  | casa         | Arquitecte: Miquel Curet i Roure Estil: arquitectura modernista 1873                                                     | 41° 33′ 41″ N, 2° 00′ 43″ E / 41.5615°N,2.0119°E ca:Carrer Església, 17                                    | bé cultural d'interès local                | Casa Mariano Ros                                       | Modifica les dades a Wikidata |
|        | Casa Mata                                                     | Terrassa  | casa         | Estil: arquitectura popular                                                                                              | 41° 33′ 54″ N, 2° 00′ 56″ E / 41.565°N,2.01544°E ca:García Humet, 21                                       | bé cultural d'interès local                | Casa Mata (Terrassa)                                   | Modifica les dades a Wikidata |
|        | Casa Miquel Mach                                              | Terrassa  | casa         | Arquitecte: Lluís Muncunill i Parellada Estil: arquitectura popular                                                      | 41° 33′ 41″ N, 2° 00′ 42″ E / 41.5615°N,2.01168°E                                                          | bé integrant del patrimoni cultural català | Casa Miquel Mach Oller                                 | Modifica les dades a Wikidata |
|        | Casa Narcís Argemí                                            | Terrassa  | casa         | Estil: arquitectura eclèctica Anomenat per: Narcís Argemí i Vendrell                                                     | 41° 33′ 55″ N, 2° 00′ 53″ E / 41.5653°N,2.01483°E                                                          | bé cultural d'interès local                | Casa Narcís Argemí                                     | Modifica les dades a Wikidata |
|        | Casa Pasqual Sala                                             | Terrassa  | casa         | Estil: arquitectura modernista 1893                                                                                      | 41° 33′ 38″ N, 2° 00′ 58″ E / 41.560543°N,2.016174°E ca:Carrer de Sant Pau, 6                              | bé integrant del patrimoni cultural català | Casa Pasqual Sala                                      | Modifica les dades a Wikidata |
|        | Casa Pere Comerma II                                          | Terrassa  | casa         | Estil: arquitectura popular                                                                                              | 41° 34′ 01″ N, 2° 00′ 48″ E / 41.567076°N,2.013365°E                                                       | bé integrant del patrimoni cultural català | Casa Pere Comerma II                                   | Modifica les dades a Wikidata |
|        | Casa Pere Comerma III                                         | Terrassa  | casa         | Estil: arquitectura eclèctica                                                                                            | 41° 34′ 01″ N, 2° 00′ 48″ E / 41.56698°N,2.013345°E                                                        | bé integrant del patrimoni cultural català | Casa Pere Comerma III                                  | Modifica les dades a Wikidata |
|        | Casa Pere Màrtir Armengol                                     | Terrassa  | casa         | | ca:Carrer del Nord 83                                                                                      |                                            |                                                        | Modifica les dades a Wikidata |
|        | Casa Pere Romaní                                              | Terrassa  | casa         | Estil: modernisme català arquitectura modernista                                                                         | 41° 34′ 06″ N, 2° 00′ 49″ E / 41.5682°N,2.01363°E ca:Nord, 81                                              | bé cultural d'interès local                | Casa Pere Romaní                                       | Modifica les dades a Wikidata |
|        | Casa Pere Roumens                                             | Terrassa  | casa         | Arquitecte: Melcior Vinyals i Muñoz Estil: arquitectura modernista 1909 Estat: enderrocat o destruït                     | 41° 33′ 30″ N, 2° 00′ 42″ E / 41.558323°N,2.011673°E ca:Carrer Col·legi, 43                                |                                            |                                                        | Modifica les dades a Wikidata |
|        | Casa Pere Segués                                              | Terrassa  | casa         | Estil: noucentisme | 41° 33′ 35″ N, 2° 00′ 30″ E / 41.5598°N,2.00843°E                                                          | bé cultural d'interès local                | Casa Pere Segués i Donadeu                             | Modifica les dades a Wikidata |
|        | Casa Pous Cunill                                              | Terrassa  | casa         | Estil: modernisme català arquitectura modernista                                                                         | 41° 33′ 59″ N, 2° 00′ 55″ E / 41.5663°N,2.01532°E                                                          | bé cultural d'interès local                | Casa Pous Cunill                                       | Modifica les dades a Wikidata |
|        | Casa Ramon Argemí                                             | Terrassa  | casa         | Estil: arquitectura popular                                                                                              | 41° 33′ 46″ N, 2° 00′ 46″ E / 41.562871°N,2.012904°E                                                       | bé integrant del patrimoni cultural català | Casa Ramon Argemí                                      | Modifica les dades a Wikidata |
|        | Casa Ramon Matalonga                                          | Terrassa  | casa         | Arquitecte: Lluís Muncunill i Parellada Estil: modernisme català arquitectura modernista                                 | 41° 33′ 39″ N, 2° 01′ 01″ E / 41.5607°N,2.01694°E                                                          | bé cultural d'interès local                | Casa Ramon Matalonga                                   | Modifica les dades a Wikidata |
|        | Casa Ramon Samaranch                                          | Terrassa  | casa         | Arquitecte: Lluís Muncunill i Parellada Estil: modernisme català arquitectura modernista                                 | 41° 33′ 48″ N, 2° 00′ 25″ E / 41.5634°N,2.00708°E                                                          | bé integrant del patrimoni cultural català | Casa Ramon Samaranch                                   | Modifica les dades a Wikidata |
|        | Casa Salvador Carreras                                        | Terrassa  | casa         | Arquitecte: Antoni Pascual i Carretero Estil: modernisme català arquitectura modernista                                  | 41° 33′ 30″ N, 2° 00′ 21″ E / 41.558283°N,2.005796°E ca:Comte Borrell, 41                                  | bé integrant del patrimoni cultural català | Casa Salvador Carreras                                 | Modifica les dades a Wikidata |
|        | Casa Soler                                                    | Terrassa  | casa         | Estil: noucentisme | 41° 34′ 07″ N, 2° 00′ 45″ E / 41.5686°N,2.01263°E                                                          | bé cultural d'interès local                | Casa Bonaventura Fornells                              | Modifica les dades a Wikidata |
|        | Casa Soler i Palet                                            | Terrassa  | casa         | Estil: arquitectura popular                                                                                              | 41° 33′ 46″ N, 2° 00′ 45″ E / 41.56277778°N,2.0125°E                                                       | bé d'interès cultural                      | Casa Soler i Palet                                     | Modifica les dades a Wikidata |
|        | Casa Soteras                                                  | Terrassa  | casa         | Arquitecte: Salvador Soteras i Taberner Estil: arquitectura modernista 1909                                              | 41° 33′ 44″ N, 2° 00′ 55″ E / 41.5622°N,2.01535°E ca:Carrer Sant Jaume, 26                                 | bé cultural d'interès local                | Casa Soteras                                           | Modifica les dades a Wikidata |
|        | Casa Travesa                                                  | les Fonts | casa         | Estil: arquitectura modernista noucentisme                                                                               | 41° 31′ 34″ N, 2° 02′ 00″ E / 41.52617°N,2.033275°E ca:Carrer de les Magnòlies, 10-12                      | bé cultural d'interès local                | Casa Travesa                                           | Modifica les dades a Wikidata |
|        | Casa Vicenç Carner                                            | Terrassa  | casa         | Arquitecte: Antoni Pascual i Carretero Estil: arquitectura eclèctica                                                     | 41° 33′ 51″ N, 2° 01′ 00″ E / 41.564105°N,2.016624°E                                                       | bé integrant del patrimoni cultural català | Casa Vicenç Carner                                     | Modifica les dades a Wikidata |
|        | Casa al Raval de Montserrat                                   | Terrassa  | casa         | Estil: arquitectura popular                                                                                              | 41° 33′ 46″ N, 2° 00′ 39″ E / 41.5629°N,2.01076°E                                                          | bé cultural d'interès local                | Raval de Montserrat, 3 (Terrassa)                      | Modifica les dades a Wikidata |
|        | Casa de Maria Viñas i Oliver                                  | Terrassa  | casa         | Estil: racionalisme arquitectònic                                                                                        | 41° 33′ 46″ N, 2° 00′ 27″ E / 41.5627°N,2.0076°E                                                           | bé integrant del patrimoni cultural català | Casa de Maria Viñas i Oliver                           | Modifica les dades a Wikidata |
|        | Casa del Bunyolero                                            | Terrassa  | casa         | Estil: modernisme català arquitectura modernista                                                                         | 41° 33′ 40″ N, 2° 00′ 31″ E / 41.5611°N,2.00867°E                                                          | bé cultural d'interès local                | Casa del Bunyolero                                     | Modifica les dades a Wikidata |
|        | Casa i magatzem Emili Matalonga                               | Terrassa  | casa         | Arquitecte: Lluís Muncunill i Parellada Estil: arquitectura modernista 1904                                              | 41° 33′ 48″ N, 2° 00′ 49″ E / 41.5634°N,2.01354°E ca:Carrer Sant Pau, 11                                   | bé cultural d'interès local                | Casa Emili Matalonga                                   | Modifica les dades a Wikidata |
|        | Casa i magatzem Josep Casanovas                               | Terrassa  | casa         | Arquitecte: Lluís Muncunill i Parellada Estil: historicisme arquitectònic                                                | 41° 34′ 00″ N, 2° 00′ 46″ E / 41.5667°N,2.01291°E                                                          | bé cultural d'interès local                | Casa i magatzem Josep Casanovas                        | Modifica les dades a Wikidata |
|        | Cases Pere Comerma                                            | Terrassa  | casa         | Estil: arquitectura popular                                                                                              | 41° 34′ 01″ N, 2° 00′ 48″ E / 41.5669°N,2.01333°E                                                          |                                            | Cases Pere Comerma                                     | Modifica les dades a Wikidata |
|        | Cases Pere Comerma I                                          | Terrassa  | casa         | Estil: arquitectura popular                                                                                              | 41° 34′ 01″ N, 2° 00′ 48″ E / 41.566892°N,2.013332°E                                                       | bé integrant del patrimoni cultural català | Cases Pere Comerma I                                   | Modifica les dades a Wikidata |
|        | Cases Soler Bohigas                                           | Terrassa  | casa         | Estil: historicisme arquitectònic                                                                                        | 41° 33′ 44″ N, 2° 00′ 55″ E / 41.5622°N,2.01521°E ca:Sant Jaume, 22-24                                     | bé cultural d'interès local                | Cases Soler Bohigas                                    | Modifica les dades a Wikidata |
|        | Conjunt de cases al passeig Comte d'Ègara, 8-26               | Terrassa  | casa         | Estil: arquitectura eclèctica                                                                                            | 41° 33′ 46″ N, 2° 00′ 57″ E / 41.562668°N,2.015718°E                                                       | bé cultural d'interès local                | Cases del passeig Comte d'Ègara, 8-26                  | Modifica les dades a Wikidata |
|        | Conjunt de cases obreres de Cal Mauri                         | Terrassa  | casa         | Arquitecte: Josep Fontserè i Mestre Estil: arquitectura modernista 1800s                                                 | 41° 33′ 50″ N, 2° 00′ 53″ E / 41.563934°N,2.014757°E ca:Carrer Passeig, 4-42; Carrer Sant Cristòfol, 24-42 | bé cultural d'interès local                | Cases de Cal Mauri                                     | Modifica les dades a Wikidata |
|        | Conjunt de cases unifamiliars a la carretera de Rubí, 171-191 | Terrassa  | casa         | Arquitecte: Lluís Muncunill i Parellada Estil: arquitectura popular                                                      | 41° 33′ 15″ N, 2° 01′ 03″ E / 41.554054°N,2.017391°E                                                       | bé integrant del patrimoni cultural català | Cases de la carretera de Rubí, 171-191 (Terrassa)      | Modifica les dades a Wikidata |
|        | Habitatge unifamiliar al carrer Iscle Soler, 21               | Terrassa  | casa         | Estil: racionalisme arquitectònic                                                                                        | 41° 33′ 43″ N, 2° 00′ 30″ E / 41.561887°N,2.008374°E                                                       | bé integrant del patrimoni cultural català | Iscle Soler, 21 (Terrassa)                             | Modifica les dades a Wikidata |
|        | casa Alegre de Sagrera                                        | Terrassa  | casa         | Arquitecte: Melcior Vinyals i Muñoz Josep Puig i Cadafalch Estil: arquitectura modernista arquitectura neoclàssica 1800s | 41° 33′ 46″ N, 2° 00′ 44″ E / 41.5628°N,2.01233°E ca:Carrer de la Font Vella, 29-31                        | bé cultural d'interès local                | Casa Alegre de Sagrera                                 | Modifica les dades a Wikidata |
|        | casa al carrer Major de Sant Pere, 35                         | Terrassa  | casa         | Estil: arquitectura popular                                                                                              | 41° 34′ 05″ N, 2° 01′ 06″ E / 41.568°N,2.01827°E                                                           | bé integrant del patrimoni cultural català | Major de Sant Pere, 35 (Terrassa)                      | Modifica les dades a Wikidata |
|        | edifici d'habitatges al carrer Major, 11                      | Terrassa  | casa         | Estil: academicisme | 41° 33′ 41″ N, 2° 00′ 36″ E / 41.561346°N,2.010053°E                                                       | bé integrant del patrimoni cultural català | Edifici carrer Major 11 (Terrassa)                     | Modifica les dades a Wikidata |
|        | habitatge a la carretera de Matadepera, 466                   | Terrassa  | casa         | Estil: noucentisme 20th century                                                                                          | 41° 35′ 27″ N, 2° 01′ 14″ E / 41.59093°N,2.02064°E ca:Ctra. de Matadepera, 466                             | bé integrant del patrimoni cultural català | Habitatge a la carretera de Matadepera, 466 (Terrassa) | Modifica les dades a Wikidata |
|        | habitatge a la placeta de la Creu Gran, 15                    | Terrassa  | casa         | Estil: noucentisme | 41° 33′ 58″ N, 2° 00′ 53″ E / 41.566°N,2.01471°E                                                           | bé cultural d'interès local                | Edifici placeta Creu Gran, 15 (Terrassa)               | Modifica les dades a Wikidata |
|        | habitatge al carrer Galileu, 203                              | Terrassa  | casa         | Arquitecte: Domènec Boada i Piera Estil: arquitectura modernista 1907 Estat: enderrocat o destruït                       | 41° 33′ 44″ N, 2° 00′ 19″ E / 41.562192°N,2.005367°E ca:Carrer Galileu, 203                                | bé integrant del patrimoni cultural català |                                                        | Modifica les dades a Wikidata |
|        | habitatge al carrer Iscle Soler, 30                           | Terrassa  | casa         | Estil: racionalisme arquitectònic                                                                                        | 41° 33′ 43″ N, 2° 00′ 29″ E / 41.561974°N,2.007982°E                                                       | bé integrant del patrimoni cultural català | Iscle Soler, 30 (Terrassa)                             | Modifica les dades a Wikidata |

## curs d'aigua
| imatge | Nom                            | Ubicat a                                               | instància de | Detalls                                           | coordenades                                                                                               | Protecció | Commons (més fotos)            | Dades a WD                    |
| ------ | ------------------------------ | ------------------------------------------------------ | ------------ | ------------------------------------------------- | --- | --------- | ------------------------------ | ----------------------------- |
|        | Torrent Mitger de Ca n'Amat    | Terrassa                                               | curs d'aigua | Desemboca: riera del Palau Llarg: 4.8km           | 41° 36′ 26″ N, 1° 59′ 12″ E / 41.607149°N,1.986663°E 41° 34′ 38″ N, 2° 00′ 14″ E / 41.577315°N,2.003893°E |           |                                | Modifica les dades a Wikidata |
|        | riera de Gaià                  | Terrassa Ullastrell Viladecavalls Abrera Castellbisbal | curs d'aigua | Desemboca: Llobregat                              | 41° 37′ 47″ N, 1° 58′ 01″ E / 41.629803°N,1.966996°E 41° 29′ 43″ N, 1° 55′ 21″ E / 41.495216°N,1.922553°E |           | Riera de Gaià                  | Modifica les dades a Wikidata |
|        | riera de Rubí                  | Vallès Occidental Àmbit Metropolità de Barcelona       | curs d'aigua | Desemboca: Llobregat Llarg: 13.5km                | 41° 27′ 46″ N, 2° 00′ 35″ E / 41.462906°N,2.009756°E ca:Riera de Rubí / Riera de les Arenes               |           | Riera de Rubí                  | Modifica les dades a Wikidata |
|        | riera de les Arenes            | Mura Matadepera Terrassa                               | curs d'aigua | Desemboca: riera de Rubí Llarg: 15km Conca: 30km² | 41° 40′ 10″ N, 1° 59′ 41″ E / 41.669537°N,1.994856°E 41° 31′ 56″ N, 2° 01′ 59″ E / 41.532322°N,2.033166°E |           | Riera de les Arenes            | Modifica les dades a Wikidata |
|        | riera del Palau                | Terrassa                                               | curs d'aigua | Desemboca: riera de les Arenes                    | 41° 36′ 41″ N, 1° 59′ 18″ E / 41.611401°N,1.988453°E 41° 31′ 56″ N, 2° 01′ 59″ E / 41.532343°N,2.033164°E |           | Riera del Palau                | Modifica les dades a Wikidata |
|        | riu Sec                        | Vallès Occidental                                      | curs d'aigua | Desemboca: Ripoll                                 | 41° 37′ 56″ N, 2° 01′ 22″ E / 41.632116°N,2.022658°E 41° 29′ 29″ N, 2° 09′ 24″ E / 41.491427°N,2.156804°E |           | Riu Sec                        | Modifica les dades a Wikidata |
|        | torrent de Botelles            | Terrassa Sabadell Castellar del Vallès                 | curs d'aigua | Desemboca: torrent de Ribatallada Llarg: 2.2km    | 41° 35′ 32″ N, 2° 02′ 42″ E / 41.592152°N,2.044979°E 41° 35′ 15″ N, 2° 03′ 58″ E / 41.587632°N,2.066014°E |           |                                | Modifica les dades a Wikidata |
|        | torrent de Can Corbera         | Terrassa Sant Quirze del Vallès Rubí                   | curs d'aigua | Desemboca: riera de Rubí Llarg: 3.2km             | 41° 31′ 37″ N, 2° 03′ 18″ E / 41.527009°N,2.054885°E 41° 30′ 44″ N, 2° 02′ 01″ E / 41.512151°N,2.033609°E |           |                                | Modifica les dades a Wikidata |
|        | torrent de Can Feu             | Sabadell Terrassa                                      | curs d'aigua | Desemboca: la Riereta Llarg: 5.9km                | 41° 34′ 10″ N, 2° 03′ 32″ E / 41.569391°N,2.059027°E 41° 32′ 36″ N, 2° 05′ 57″ E / 41.543425°N,2.099297°E |           |                                | Modifica les dades a Wikidata |
|        | torrent de Can Fonollet        | Terrassa Sant Quirze del Vallès                        | curs d'aigua | Desemboca: riera de Rubí Llarg: 1.1km             | 41° 31′ 35″ N, 2° 01′ 40″ E / 41.526497°N,2.027707°E 41° 31′ 17″ N, 2° 02′ 14″ E / 41.521258°N,2.037116°E |           |                                | Modifica les dades a Wikidata |
|        | torrent de Monner              | Terrassa                                               | curs d'aigua | Desemboca: torrent de Vallparadís                 | 41° 32′ 42″ N, 2° 00′ 58″ E / 41.5450916667°N,2.01610277778°E                                             |           |                                | Modifica les dades a Wikidata |
|        | torrent de Vallparadís         | Terrassa                                               | curs d'aigua | Desemboca: riera del Palau Llarg: 2.5km           | 41° 35′ 54″ N, 2° 01′ 14″ E / 41.598361°N,2.020483°E 41° 32′ 42″ N, 2° 00′ 58″ E / 41.545114°N,2.016084°E |           | Torrent de Vallparadís         | Modifica les dades a Wikidata |
|        | torrent de la Font de la Riba  | Terrassa Matadepera                                    | curs d'aigua | Desemboca: riera de les Arenes Llarg: 4.6km       | 41° 38′ 06″ N, 1° 58′ 35″ E / 41.634889°N,1.97625°E 41° 37′ 20″ N, 2° 00′ 09″ E / 41.622258°N,2.002516°E  |           |                                | Modifica les dades a Wikidata |
|        | torrent de la Font de la Teula | Terrassa                                               | curs d'aigua | Desemboca: riera de Gaià Llarg: 3.8km             | 41° 36′ 03″ N, 1° 57′ 36″ E / 41.600893°N,1.959892°E 41° 34′ 33″ N, 1° 58′ 37″ E / 41.575919°N,1.977026°E |           | Torrent de la Font de la Teula | Modifica les dades a Wikidata |
|        | torrent de la Roca             | Terrassa Viladecavalls                                 | curs d'aigua | Desemboca: riera de Gaià Llarg: 2.7km             | 41° 35′ 17″ N, 1° 58′ 06″ E / 41.58796°N,1.96821°E 41° 34′ 21″ N, 1° 58′ 21″ E / 41.572503°N,1.972564°E   |           |                                | Modifica les dades a Wikidata |
|        | torrent del Guinard            | Matadepera Terrassa Castellar del Vallès               | curs d'aigua | Desemboca: torrent de Ribatallada Llarg: 3.7km    | 41° 36′ 41″ N, 2° 02′ 31″ E / 41.611472°N,2.041965°E 41° 35′ 15″ N, 2° 03′ 58″ E / 41.587628°N,2.065997°E |           |                                | Modifica les dades a Wikidata |
|        | torrent del Llor               | Vacarisses Terrassa Viladecavalls                      | curs d'aigua | Desemboca: riera de Gaià Llarg: 8.6km             | 41° 36′ 37″ N, 1° 57′ 23″ E / 41.610262°N,1.956308°E 41° 33′ 56″ N, 1° 58′ 12″ E / 41.565538°N,1.969957°E |           |                                | Modifica les dades a Wikidata |
|        | torrent del Mas Canals         | Terrassa Sabadell                                      | curs d'aigua | Desemboca: la Riereta Llarg: 4.7km                | 41° 34′ 54″ N, 2° 02′ 52″ E / 41.581608°N,2.047842°E 41° 33′ 55″ N, 2° 05′ 04″ E / 41.56519°N,2.084387°E  |           | Torrent del Mas Canals         | Modifica les dades a Wikidata |
|        | torrent del Salt               | Terrassa Viladecavalls                                 | curs d'aigua | Desemboca: riera de Gaià Llarg: 4km               | 41° 33′ 12″ N, 1° 59′ 23″ E / 41.55344°N,1.989848°E 41° 32′ 23″ N, 1° 57′ 31″ E / 41.539728°N,1.958723°E  |           |                                | Modifica les dades a Wikidata |
|        | torrent del Tudoner            | Terrassa                                               | curs d'aigua | Desemboca: torrent del Guinard Llarg: 2.8km       | 41° 36′ 04″ N, 2° 02′ 33″ E / 41.601174°N,2.042548°E 41° 35′ 28″ N, 2° 03′ 39″ E / 41.591097°N,2.060823°E |           |                                | Modifica les dades a Wikidata |

## edifici
| imatge | Nom                                                      | Ubicat a | instància de                             | Detalls | coordenades | Protecció                                  | Commons (més fotos)                              | Dades a WD                    |
| ------ | -------------------------------------------------------- | -------- | ---------------------------------------- | --- | --- | ------------------------------------------ | ------------------------------------------------ | ----------------------------- |
|        | Antic Ajuntament de Sant Pere                            | Terrassa | edifici                                  | Arquitecte: Juli Batllevell i Arús Estil: modernisme català historicisme arquitectònic                                        | 41° 34′ 04″ N, 2° 01′ 06″ E / 41.567697°N,2.018381°E ca:Carrer Major de Sant Pere, 20                              | bé cultural d'interès local                | Antic ajuntament de Sant Pere                    | Modifica les dades a Wikidata |
|        | Antic Magatzem Casajuana                                 | Terrassa | edifici                                  | Estil: arquitectura eclèctica Estat: enderrocat o destruït                                                                    | 41° 33′ 55″ N, 2° 00′ 46″ E / 41.56538°N,2.01266°E                                                                 | bé integrant del patrimoni cultural català |                                                  | Modifica les dades a Wikidata |
|        | Antic Vapor Sala                                         | Terrassa | edifici                                  | Estil: arquitectura popular Estat: enderrocat o destruït                                                                      | 41° 33′ 48″ N, 2° 01′ 12″ E / 41.563469°N,2.020004°E                                                               | bé integrant del patrimoni cultural català |                                                  | Modifica les dades a Wikidata |
|        | Antiga Casa de la Vila                                   | Terrassa | edifici                                  | Arquitecte: Alexandre de Riquer i Ynglada Joaquim Vancells i Vieta Estil: arquitectura modernista neoclassicisme 19th century | 41° 33′ 46″ N, 2° 00′ 37″ E / 41.562863°N,2.010359°E ca:Raval de Montserrat, 13                                    | bé cultural d'interès local                | Antic ajuntament de Terrassa                     | Modifica les dades a Wikidata |
|        | Antiga pastisseria La Lyonesa                            | Terrassa | edifici                                  | Estil: racionalisme arquitectònic                                                                                             | 41° 33′ 48″ N, 2° 00′ 40″ E / 41.563469°N,2.011115°E                                                               | bé cultural d'interès local                | La Lyonesa                                       | Modifica les dades a Wikidata |
|        | Arxiu Tobella                                            | Terrassa | edifici                                  | Arquitecte: Lluís Muncunill i Parellada Estil: arquitectura modernista 1904                                                   | 41° 33′ 54″ N, 2° 00′ 45″ E / 41.565°N,2.01242°E ca:Placeta de Saragossa, 2                                        | bé cultural d'interès local                | Arxiu Tobella                                    | Modifica les dades a Wikidata |
|        | Biblioteca Central                                       | Terrassa | edifici                                  | | 41° 34′ 08″ N, 2° 00′ 35″ E / 41.568918°N,2.00986°E                                                                | bé integrant del patrimoni cultural català | Biblioteca Central de Terrassa                   | Modifica les dades a Wikidata |
|        | Bòbila Almirall II                                       | Terrassa | edifici edifici industrial bòbila        | Estil: arquitectura popular                                                                                                   | 41° 33′ 18″ N, 1° 59′ 52″ E / 41.554959°N,1.997892°E                                                               | bé cultural d'interès local                | Bòbila Almirall II                               | Modifica les dades a Wikidata |
|        | CAP Sud                                                  | Terrassa | edifici                                  | | 41° 33′ 03″ N, 2° 01′ 18″ E / 41.55069576489143°N,2.021591663360596°E                                              |                                            |                                                  | Modifica les dades a Wikidata |
|        | Cafè Colón                                               | Terrassa | edifici                                  | Arquitecte: Lluís Muncunill i Parellada Estil: arquitectura eclèctica                                                         | 41° 33′ 44″ N, 2° 00′ 39″ E / 41.5622°N,2.01079°E ca:Plaça Vella, 12                                               | bé cultural d'interès local                | Antic cafè Colón                                 | Modifica les dades a Wikidata |
|        | Casa Puigarnau                                           | Terrassa | edifici                                  | Arquitecte: Lluís Muncunill i Parellada Estil: historicisme arquitectònic 1897                                                | 41° 34′ 02″ N, 2° 00′ 48″ E / 41.5672°N,2.01335°E                                                                  | bé cultural d'interès local                | Col·legi Airina                                  | Modifica les dades a Wikidata |
|        | Casa Sanmartí                                            | Terrassa | edifici                                  | Arquitecte: Lluís Muncunill i Parellada Estil: arquitectura eclèctica                                                         | 41° 33′ 46″ N, 2° 00′ 56″ E / 41.5628°N,2.01552°E                                                                  | bé integrant del patrimoni cultural català | Casa Sanmartí                                    | Modifica les dades a Wikidata |
|        | Caserna de la Guàrdia Civil                              | Terrassa | edifici                                  | Estil: arquitectura eclèctica Estat: enderrocat o destruït                                                                    | 41° 34′ 02″ N, 2° 00′ 46″ E / 41.567226°N,2.012794°E                                                               | bé integrant del patrimoni cultural català |                                                  | Modifica les dades a Wikidata |
|        | Casino del Comerç                                        | Terrassa | edifici                                  | Estil: arquitectura eclèctica                                                                                                 | 41° 33′ 51″ N, 2° 00′ 42″ E / 41.564123°N,2.011653°E                                                               | bé cultural d'interès local                | Casino del Comerç                                | Modifica les dades a Wikidata |
|        | Celler del Sindicat Agrícola de Terrassa                 | Terrassa | edifici                                  | Arquitecte: Francesc Folguera i Grassi Estil: noucentisme                                                                     | 41° 33′ 38″ N, 2° 01′ 25″ E / 41.560483°N,2.023485°E                                                               | bé integrant del patrimoni cultural català | Celler del Sindicat Agrícola de Terrassa         | Modifica les dades a Wikidata |
|        | Centre Cultural de la Caixa de Terrassa                  | Terrassa | edifici                                  | Arquitecte: Joan Baca i Pericot                                                                                               | 41° 33′ 58″ N, 2° 00′ 25″ E / 41.566°N,2.00698°E                                                                   | bé integrant del patrimoni cultural català | Centre Cultural de Caixa Terrassa                | Modifica les dades a Wikidata |
|        | Condicionament Terrassenc                                | Terrassa | edifici                                  | Arquitecte: Lluís Muncunill i Parellada Estil: arquitectura modernista 1910s                                                  | 41° 34′ 12″ N, 2° 00′ 31″ E / 41.57°N,2.00852°E ca:Passeig 22 de juliol, 218                                       | bé cultural d'interès local                | Edifici del Condicionament Terrassenc            | Modifica les dades a Wikidata |
|        | Círcol Egarenc                                           | Terrassa | edifici organització sense ànim de lucre | Arquitecte: Jeroni Granell i Mundet Estil: arquitectura modernista 1887                                                       | 41° 33′ 52″ N, 2° 00′ 44″ E / 41.5645°N,2.01227°E ca:Carrer Sant Pere, 46-50                                       | bé cultural d'interès local                | Círcol Egarenc                                   | Modifica les dades a Wikidata |
|        | Despatx Font Batallé                                     | Terrassa | edifici                                  | Estil: noucentisme Estat: enderrocat o destruït                                                                               | 41° 33′ 39″ N, 2° 00′ 34″ E / 41.56078°N,2.009422°E                                                                | bé integrant del patrimoni cultural català |                                                  | Modifica les dades a Wikidata |
|        | Escola d'Economia Domèstica                              | Terrassa | edifici                                  | Arquitecte: Melcior Vinyals i Muñoz Estil: modernisme català arquitectura modernista                                          | 41° 34′ 00″ N, 2° 00′ 46″ E / 41.566563°N,2.012834°E                                                               | bé cultural d'interès local                | Escola Municipal de la Llar (Terrassa)           | Modifica les dades a Wikidata |
|        | Estació de les Fonts                                     | Terrassa | edifici                                  | Estil: noucentisme | 41° 31′ 42″ N, 2° 02′ 00″ E / 41.5283°N,2.0333°E                                                                   | bé integrant del patrimoni cultural català | Les Fonts train station                          | Modifica les dades a Wikidata |
|        | Estació dels Ferrocarrils Catalans                       | Terrassa | edifici                                  | Estil: noucentisme Estat: enderrocat o destruït                                                                               | 41° 33′ 38″ N, 2° 00′ 29″ E / 41.560495°N,2.008025°E                                                               |                                            |                                                  | Modifica les dades a Wikidata |
|        | Farmàcia Albinyana                                       | Terrassa | edifici                                  | Arquitecte: Joaquim Vancells i Vieta Estil: arquitectura modernista 1908                                                      | 41° 33′ 48″ N, 2° 00′ 32″ E / 41.5634°N,2.00889°E ca:Raval de Montserrat, 48                                       | bé cultural d'interès local                | Farmàcia Albinyana                               | Modifica les dades a Wikidata |
|        | Farmàcia Coll                                            | Terrassa | edifici                                  | Estil: noucentisme | 41° 33′ 43″ N, 2° 00′ 41″ E / 41.561941°N,2.011485°E                                                               | bé cultural d'interès local                | Farmàcia Coll                                    | Modifica les dades a Wikidata |
|        | Fàbrica Agut                                             | Terrassa | edifici                                  | Estil: modernisme català | 41° 20′ 29″ N, 2° 00′ 47″ E / 41.3413°N,2.013°E                                                                    |                                            |                                                  | Modifica les dades a Wikidata |
|        | Fàbrica Duran                                            | Terrassa | edifici                                  | Estil: arquitectura eclèctica                                                                                                 | 41° 34′ 02″ N, 2° 01′ 20″ E / 41.56723°N,2.022262°E                                                                | bé integrant del patrimoni cultural català | Fàbrica Duran                                    | Modifica les dades a Wikidata |
|        | Fàbrica SAPHIL                                           | Terrassa | edifici                                  | Estil: arquitectura popular                                                                                                   | 41° 33′ 54″ N, 2° 00′ 19″ E / 41.56491°N,2.005284°E                                                                | bé integrant del patrimoni cultural català | Fàbrica SAPHIL                                   | Modifica les dades a Wikidata |
|        | Gran Casino del Foment de Terrassa                       | Terrassa | edifici organització sense ànim de lucre | Arquitecte: Lluís Muncunill i Parellada Estil: arquitectura modernista arquitectura eclèctica 1920                            | 41° 33′ 46″ N, 2° 00′ 51″ E / 41.5627°N,2.01414°E ca:Carrer de la Font Vella, 78                                   | bé cultural d'interès local                | Gran Casino (Terrassa)                           | Modifica les dades a Wikidata |
|        | Gran Hotel Peninsular                                    | Terrassa | edifici                                  | Arquitecte: Lluís Muncunill i Parellada Estil: arquitectura modernista 1903                                                   | 41° 33′ 53″ N, 2° 00′ 44″ E / 41.5646°N,2.01234°E ca:Carrer Sant Pere, 52                                          | bé cultural d'interès local                | Hotel Pompidor                                   | Modifica les dades a Wikidata |
|        | Hospital de Sant Llàtzer                                 | Terrassa | edifici                                  | Arquitecte: Lluís Muncunill i Parellada Estil: arquitectura eclèctica                                                         | 41° 33′ 46″ N, 2° 01′ 02″ E / 41.5629°N,2.01723°E es:Pl Doctor Robert, 1                                           | bé cultural d'interès local                | Hospital de Sant Llàtzer                         | Modifica les dades a Wikidata |
|        | Impremta Ventayol                                        | Terrassa | edifici                                  | Arquitecte: Lluís Muncunill i Parellada Estil: arquitectura eclèctica                                                         | 41° 33′ 59″ N, 2° 00′ 48″ E / 41.5664°N,2.01335°E                                                                  | bé cultural d'interès local                | Impremta Ventayol                                | Modifica les dades a Wikidata |
|        | Magatzem Corcoy                                          | Terrassa | edifici                                  | Arquitecte: Melcior Vinyals i Muñoz Estil: arquitectura modernista                                                            | 41° 33′ 58″ N, 2° 00′ 47″ E / 41.5661°N,2.01305°E ca:Carrer Mossèn Jacint Verdaguer, 16                            | bé cultural d'interès local                | Magatzem Corcoy (Terrassa)                       | Modifica les dades a Wikidata |
|        | Magatzem Cortès i Colomer                                | Terrassa | edifici                                  | Estil: arquitectura eclèctica                                                                                                 | 41° 33′ 47″ N, 2° 00′ 39″ E / 41.563°N,2.01076°E                                                                   | bé cultural d'interès local                | Magatzem Cortès i Colomer                        | Modifica les dades a Wikidata |
|        | Magatzem Font Batallé                                    | Terrassa | edifici                                  | Arquitecte: Melcior Vinyals i Muñoz Estil: arquitectura eclèctica                                                             | 41° 33′ 54″ N, 2° 00′ 44″ E / 41.564914°N,2.012268°E                                                               | bé integrant del patrimoni cultural català | Magatzem Font Batallé                            | Modifica les dades a Wikidata |
|        | Magatzem Freixa                                          | Terrassa | edifici                                  | Estil: arquitectura eclèctica 1894                                                                                            | 41° 33′ 49″ N, 2° 00′ 51″ E / 41.5637°N,2.01416°E                                                                  | bé cultural d'interès local                | Institut Industrial de Terrassa                  | Modifica les dades a Wikidata |
|        | Magatzem Miquel Boix                                     | Terrassa | edifici                                  | Arquitecte: Lluís Muncunill i Parellada Estil: modernisme català arquitectura modernista                                      | 41° 33′ 58″ N, 2° 00′ 48″ E / 41.5662°N,2.01333°E ca:Plaça Mossèn Jacint Verdaguer, 6                              | bé cultural d'interès local                | Magatzem Miquel Boix                             | Modifica les dades a Wikidata |
|        | Magatzem Roig                                            | Terrassa | edifici                                  | Arquitecte: Lluís Muncunill i Parellada Estil: arquitectura modernista 1905 Estat: enderrocat o destruït                      | 41° 33′ 49″ N, 2° 00′ 49″ E / 41.563565°N,2.013542°E ca:Carrer Sant Pau, 17                                        | bé integrant del patrimoni cultural català |                                                  | Modifica les dades a Wikidata |
|        | Magatzem Vallhonrat                                      | Terrassa | edifici                                  | Estil: arquitectura popular                                                                                                   | 41° 33′ 53″ N, 2° 00′ 47″ E / 41.564661°N,2.013153°E                                                               | bé integrant del patrimoni cultural català | Magatzem Vallhonrat (Terrassa)                   | Modifica les dades a Wikidata |
|        | Magatzem Ventalló i Tusell                               | Terrassa | edifici                                  | Arquitecte: Lluís Muncunill i Parellada Estil: arquitectura eclèctica                                                         | 41° 33′ 44″ N, 2° 00′ 50″ E / 41.5622°N,2.01383°E ca:Puig Novell, 14-16                                            | bé cultural d'interès local                | Magatzem Ventalló i Tusell                       | Modifica les dades a Wikidata |
|        | Magatzems Salvans, Fontanals i Cia.                      | Terrassa | edifici                                  | Arquitecte: Lluís Muncunill i Parellada Estil: modernisme català arquitectura modernista                                      | 41° 33′ 56″ N, 2° 00′ 49″ E / 41.5656°N,2.01353°E                                                                  | bé integrant del patrimoni cultural català | Magatzems Salvans, Fontanals i Cia.              | Modifica les dades a Wikidata |
|        | Magatzems Torras                                         | Terrassa | edifici                                  | Arquitecte: Melcior Vinyals i Muñoz Estil: modernisme català arquitectura modernista                                          | 41° 33′ 53″ N, 2° 00′ 44″ E / 41.5647°N,2.0122°E                                                                   | bé cultural d'interès local                | Magatzems Torras                                 | Modifica les dades a Wikidata |
|        | Mercat de la Independència                               | Terrassa | edifici                                  | Arquitecte: Antoni Pascual i Carretero Melcior Vinyals i Muñoz Estil: arquitectura modernista arquitectura del ferro 1900s    | 41° 33′ 48″ N, 2° 00′ 30″ E / 41.5632°N,2.00834°E ca:Rambla d'Egara, 124-128                                       | bé cultural d'interès local                | Mercat de la Independència                       | Modifica les dades a Wikidata |
|        | Mercat del Triomf                                        | Terrassa | edifici                                  | Arquitecte: Melcior Vinyals i Muñoz Estil: arquitectura del ferro                                                             | 41° 34′ 21″ N, 2° 00′ 46″ E / 41.5724°N,2.01289°E                                                                  | bé cultural d'interès local                | Mercat del Triomf                                | Modifica les dades a Wikidata |
|        | Monument als Caiguts                                     | Terrassa | edifici                                  | Estat: enderrocat o destruït                                                                                                  | 41° 33′ 33″ N, 2° 02′ 38″ E / 41.559194°N,2.043838°E                                                               |                                            | Monument als Caiguts (Terrassa)                  | Modifica les dades a Wikidata |
|        | Naus industrials de la casa Soler                        | Terrassa | edifici                                  | Estil: arquitectura popular                                                                                                   | 41° 34′ 08″ N, 2° 00′ 46″ E / 41.568851°N,2.01266°E                                                                | bé integrant del patrimoni cultural català | Naus industrials de la casa Soler                | Modifica les dades a Wikidata |
|        | Parc de Desinfecció                                      | Terrassa | edifici                                  | Estil: modernisme català | 41° 33′ 22″ N, 1° 59′ 49″ E / 41.555987°N,1.996974°E ca:Crtra. d'Olesa de Montserrat, 82 / Calderón de la Barca, 4 | bé cultural d'interès local                | Parc de Desinfecció                              | Modifica les dades a Wikidata |
|        | Rectoria de Sant Pere (Terrassa)                         | Terrassa | edifici                                  | Estil: arquitectura popular                                                                                                   | 41° 34′ 00″ N, 2° 01′ 06″ E / 41.566666°N,2.018291°E                                                               | bé integrant del patrimoni cultural català | Rectoria de Sant Pere de Terrassa                | Modifica les dades a Wikidata |
|        | Sanatori de Terrassa                                     | Terrassa | edifici Ús: sanatori per a tuberculosos  | 1952 | 41° 35′ 39″ N, 2° 00′ 25″ E / 41.594067°N,2.007054°E                                                               | bé cultural d'interès local                | Sanatori de Terrassa                             | Modifica les dades a Wikidata |
|        | Seu de la Fundació Busquets                              | Terrassa | edifici                                  | Estil: historicisme 1900s | 41° 33′ 33″ N, 2° 00′ 32″ E / 41.5592°N,2.00882°E                                                                  | bé cultural d'interès local                | Fundació Busquets                                | Modifica les dades a Wikidata |
|        | Societat General d'Electricitat                          | Terrassa | edifici                                  | Arquitecte: Lluís Muncunill i Parellada Estil: arquitectura modernista 1906                                                   | 41° 33′ 45″ N, 2° 00′ 35″ E / 41.5625°N,2.00966°E ca:Carrer Unió, s/n                                              | bé cultural d'interès local                | Societat General d'Electricitat (Terrassa)       | Modifica les dades a Wikidata |
|        | Taller Gibert i Junyent                                  | Terrassa | edifici                                  | Arquitecte: Lluís Muncunill i Parellada Estil: modernisme català arquitectura modernista                                      | 41° 34′ 00″ N, 2° 00′ 38″ E / 41.5666°N,2.01062°E                                                                  | bé cultural d'interès local                | Fàbrica Gibert i Junyent                         | Modifica les dades a Wikidata |
|        | Teatre Principal                                         | Terrassa | edifici                                  | Arquitecte: Enric Catà i Catà Francesc Guàrdia i Vial Estil: arquitectura modernista 1866                                     | 41° 33′ 52″ N, 2° 00′ 47″ E / 41.5645°N,2.01307°E ca:Plaça de Maragall 2, 08221 Terrassa                           | bé cultural d'interès local                | Teatre Principal (Terrassa)                      | Modifica les dades a Wikidata |
|        | Teuleria de Can Guitard de la Muntanya                   | Terrassa | edifici                                  | Estil: arquitectura popular                                                                                                   | 41° 36′ 01″ N, 1° 58′ 17″ E / 41.60029°N,1.97135°E                                                                 | bé integrant del patrimoni cultural català |                                                  | Modifica les dades a Wikidata |
|        | Torre de la Mina Pública d'Aigües de Terrassa            | Terrassa | edifici                                  | Estil: arquitectura popular                                                                                                   | 41° 33′ 31″ N, 2° 00′ 41″ E / 41.5585°N,2.01138°E                                                                  | bé cultural d'interès local                | Torre de la Mina Pública d'Aigües (Terrassa)     | Modifica les dades a Wikidata |
|        | Torre de les Aigües                                      | Terrassa | edifici torre d'aigua                    | Arquitecte: Melcior Vinyals i Muñoz Estil: modernisme català neomudèjar                                                       | 41° 33′ 45″ N, 2° 01′ 00″ E / 41.5625°N,2.01666°E                                                                  | bé cultural d'interès local                | Torre de la Mina (plaça del Doctor Robert)       | Modifica les dades a Wikidata |
|        | Vapor Badiella                                           | Terrassa | edifici                                  | Estil: arquitectura popular Estat: enderrocat o destruït                                                                      | 41° 34′ 02″ N, 2° 00′ 22″ E / 41.567254°N,2.006078°E                                                               | bé integrant del patrimoni cultural català | Vapor Badiella                                   | Modifica les dades a Wikidata |
|        | Vapor Galí                                               | Terrassa | edifici                                  | Estil: arquitectura popular                                                                                                   | 41° 34′ 11″ N, 2° 00′ 38″ E / 41.569822°N,2.01067°E                                                                |                                            | Vapor Galí                                       | Modifica les dades a Wikidata |
|        | Vapor Gran                                               | Terrassa | edifici                                  | Estil: arquitectura popular                                                                                                   | 41° 33′ 38″ N, 2° 00′ 49″ E / 41.56045°N,2.013626°E                                                                | bé cultural d'interès local                | Vapor Gran (Terrassa)                            | Modifica les dades a Wikidata |
|        | la Gota de Llet                                          | Terrassa | edifici                                  | Arquitecte: Lluís Muncunill i Parellada Estil: noucentisme                                                                    | 41° 33′ 42″ N, 2° 00′ 35″ E / 41.5617°N,2.00967°E                                                                  | bé cultural d'interès local                | La Gota de Llet (Terrassa)                       | Modifica les dades a Wikidata |
|        | la Magdalena                                             | Terrassa | edifici                                  | | 41° 33′ 24″ N, 2° 00′ 13″ E / 41.556549°N,2.003739°E                                                               | bé cultural d'interès local                | La Magdalena (Terrassa)                          | Modifica les dades a Wikidata |
|        | magatzem Emili Matalonga                                 | Terrassa | edifici                                  | Arquitecte: Lluís Muncunill i Parellada Estil: modernisme català arquitectura modernista                                      | 41° 33′ 48″ N, 2° 00′ 49″ E / 41.5633°N,2.01354°E ca:Sant Pau, 9                                                   | bé cultural d'interès local                | Magatzem Emili Matalonga                         | Modifica les dades a Wikidata |
|        | murs de contenció de la Casa Salvans                     | Terrassa | edifici                                  | Arquitecte: Lluís Muncunill i Parellada Estil: modernisme català arquitectura modernista                                      | 41° 33′ 56″ N, 2° 01′ 10″ E / 41.5656°N,2.01955°E                                                                  | bé cultural d'interès local                | Murs de contenció de la casa Salvans             | Modifica les dades a Wikidata |
|        | torre de la Mina Pública i font de les Quatre Cantonades | Terrassa | edifici                                  | Estil: arquitectura eclèctica                                                                                                 | 41° 33′ 28″ N, 2° 01′ 05″ E / 41.5579°N,2.01802°E                                                                  | bé cultural d'interès local                | Torre de la Mina i font de les Quatre Cantonades | Modifica les dades a Wikidata |

## edifici escolar
| imatge | Nom                        | Ubicat a | instància de    | Detalls                                          | coordenades                                          | Protecció                                  | Commons (més fotos)        | Dades a WD                    |
| ------ | -------------------------- | -------- | --------------- | ------------------------------------------------ | ---------------------------------------------------- | ------------------------------------------ | -------------------------- | ----------------------------- |
|        | Escola Donya Magdalena     | Terrassa | edifici escolar | Estil: modernisme català arquitectura modernista | 41° 33′ 59″ N, 2° 00′ 43″ E / 41.5664°N,2.01197°E    | bé cultural d'interès local                | Escola Donya Magdalena     | Modifica les dades a Wikidata |
|        | Escola Joan Marquès        | Terrassa | edifici escolar |                                                  |                                                      |                                            |                            | Modifica les dades a Wikidata |
|        | Escola Pia de Terrassa     | Terrassa | edifici escolar | Estil: historicisme arquitectònic                | 41° 33′ 34″ N, 2° 00′ 36″ E / 41.5594°N,2.00992°E    | bé cultural d'interès local                | Escoles Pies (Terrassa)    | Modifica les dades a Wikidata |
|        | Grup Escolar Abat Marcet   | Terrassa | edifici escolar |                                                  | 41° 34′ 29″ N, 2° 00′ 17″ E / 41.574626°N,2.004796°E | bé integrant del patrimoni cultural català | Grup escolar Abat Marcet   | Modifica les dades a Wikidata |
|        | Grup Escolar Germans Amat  | Terrassa | edifici escolar |                                                  | 41° 33′ 31″ N, 1° 59′ 50″ E / 41.55858°N,1.997344°E  | bé integrant del patrimoni cultural català | Grup escolar Germans Amat  | Modifica les dades a Wikidata |
|        | Grup Escolar Ramón y Cajal | Terrassa | edifici escolar |                                                  | 41° 33′ 37″ N, 2° 01′ 31″ E / 41.56037°N,2.025207°E  | bé integrant del patrimoni cultural català | Grup escolar Ramón y Cajal | Modifica les dades a Wikidata |

## edifici residencial
| imatge | Nom                                           | Ubicat a | instància de        | Detalls                  | coordenades                                                                                          | Protecció | Commons (més fotos) | Dades a WD                    |
| ------ | --------------------------------------------- | -------- | ------------------- | ------------------------ | --- | --------- | ------------------- | ----------------------------- |
|        | Casa Guardiola o Villa Montserrat (Les Fonts) | Terrassa | edifici residencial | Estil: noucentisme       | 41° 31′ 46″ N, 2° 02′ 15″ E / 41.52952194213867°N,2.0374860763549805°E ca:Sant Agustí, 2. Les Fonts  |           |                     | Modifica les dades a Wikidata |
|        | Casa Joaquima Pujals                          | Terrassa | edifici residencial | Estil: modernisme català | 41° 34′ 03″ N, 2° 00′ 50″ E / 41.56761932373047°N,2.0137510299682617°E ca:Nord, 67                   |           |                     | Modifica les dades a Wikidata |
|        | Casa-castell de les Fonts                     | Terrassa | edifici residencial |                          | 41° 31′ 40″ N, 2° 02′ 11″ E / 41.52783966064453°N,2.0364480018615723°E ca:Mossèn Parramon. Les Fonts |           |                     | Modifica les dades a Wikidata |
|        | casa del carrer Sant Leopold, 29              | Terrassa | edifici residencial | Estil: modernisme català | 41° 34′ 01″ N, 2° 00′ 46″ E / 41.56695556640625°N,2.012873888015747°E ca:Sant Leopold, 29            |           |                     | Modifica les dades a Wikidata |

## entitat singular de població
| imatge | Nom                       | Ubicat a | instància de                                                                   | Detalls    | coordenades                                                                  | Protecció | Commons (més fotos)       | Dades a WD                    |
| ------ | ------------------------- | -------- | ------------------------------------------------------------------------------ | ---------- | ---------------------------------------------------------------------------- | --------- | ------------------------- | ----------------------------- |
|        | Can Gonteres              | Terrassa | entitat singular de població                                                   | 444 hab    | 41° 34′ 25″ N, 1° 59′ 01″ E / 41.5735454868279°N,1.98360064003432°E 363 msnm |           | Can Gonteres              | Modifica les dades a Wikidata |
|        | Can Palet de Vista Alegre | Terrassa | entitat singular de població                                                   | 1626 hab   | 41° 32′ 39″ N, 1° 59′ 11″ E / 41.54416667°N,1.98638889°E 339 msnm            |           | Can Palet de Vista Alegre | Modifica les dades a Wikidata |
|        | Terrassa                  | Terrassa | entitat singular de població capital municipal ens local històric de Catalunya | 223185 hab | 41° 34′ 00″ N, 2° 01′ 00″ E / 41.56667°N,2.01667°E 281 msnm                  |           |                           | Modifica les dades a Wikidata |
|        | Torrebonica               | Terrassa | entitat singular de població                                                   | 7 hab      | 41° 33′ 48″ N, 2° 03′ 02″ E / 41.563247°N,2.050681°E 280 msnm                |           | Torrebonica (Terrassa)    | Modifica les dades a Wikidata |
|        | les Fonts                 | Terrassa | entitat singular de població                                                   | 3032 hab   | 41° 31′ 39″ N, 2° 02′ 09″ E / 41.5275°N,2.03583333°E 194 msnm                |           | Les Fonts                 | Modifica les dades a Wikidata |

## església
| imatge | Nom                                                | Ubicat a | instància de                          | Detalls                                                                                  | coordenades | Protecció                                            | Commons (més fotos)                                          | Dades a WD                    |
| ------ | -------------------------------------------------- | -------- | ------------------------------------- | ---------------------------------------------------------------------------------------- | --- | ---------------------------------------------------- | ------------------------------------------------------------ | ----------------------------- |
|        | Convent de Sant Francesc                           | Terrassa | església convent franciscà            | Estil: barroc 1612                                                                       | 41° 33′ 46″ N, 2° 01′ 01″ E / 41.56283861°N,2.01692472°E                                                              | bé cultural d'interès local                          | Convent de Sant Francesc (Terrassa)                          | Modifica les dades a Wikidata |
|        | Convent de les Germanes Josefines                  | Terrassa | església                              | Arquitecte: Lluís Muncunill i Parellada Estil: modernisme català arquitectura modernista | 41° 33′ 20″ N, 2° 00′ 22″ E / 41.5555°N,2.0062°E ca:Concili Egarenc, 4                                                | bé cultural d'interès local                          | Convent de les Josefines (Terrassa)                          | Modifica les dades a Wikidata |
|        | Ermita de la Mare de Déu del Roser de Can Fonollet | Terrassa | església ermita                       | Estil: arquitectura popular                                                              | 41° 31′ 10″ N, 2° 01′ 52″ E / 41.519317°N,2.031178°E                                                                  | bé integrant del patrimoni cultural català           |                                                              | Modifica les dades a Wikidata |
|        | Ermita del Sagrat Cor de Jesús                     | Terrassa | església                              | Estil: modernisme català arquitectura modernista                                         | 41° 34′ 13″ N, 1° 59′ 53″ E / 41.5704°N,1.99809°E ca:Ronda de Ponent / Dos de Maig                                    | bé cultural d'interès local                          | Ermita del Sagrat Cor de Jesús (Terrassa)                    | Modifica les dades a Wikidata |
|        | Sant Cristòfol                                     | Terrassa | església                              |                                                                                          | 41° 33′ 53″ N, 2° 01′ 46″ E / 41.564800135554°N,2.02953949498317°E                                                    |                                                      |                                                              | Modifica les dades a Wikidata |
|        | Sant Cristòfol de Ca n'Anglada                     | Terrassa | església església parroquial          | Estil: arquitectura romànica                                                             | 41° 33′ 40″ N, 2° 01′ 47″ E / 41.56121°N,2.029819°E                                                                   | bé cultural d'interès local                          | Sant Cristòfol de Ca n'Anglada                               | Modifica les dades a Wikidata |
|        | Sant Jaume                                         | Terrassa | església capella                      |                                                                                          | 41° 35′ 27″ N, 2° 01′ 00″ E / 41.5907485620029°N,2.01667307488377°E                                                   |                                                      |                                                              | Modifica les dades a Wikidata |
|        | Sant Josep                                         | Terrassa | església                              |                                                                                          | 41° 33′ 28″ N, 2° 01′ 28″ E / 41.557728°N,2.024531°E                                                                  |                                                      |                                                              | Modifica les dades a Wikidata |
|        | Santa Magdalena de Puigbarral                      | Terrassa | església                              | Estil: arquitectura romànica                                                             | 41° 35′ 21″ N, 2° 01′ 40″ E / 41.5892°N,2.02779°E                                                                     | bé cultural d'interès local                          | Santa Magdalena de Puigbarral                                | Modifica les dades a Wikidata |
|        | Santa Margarida del Mujal                          | Terrassa | església                              | Estil: arquitectura romànica                                                             | 41° 32′ 41″ N, 2° 02′ 10″ E / 41.5447°N,2.03602°E                                                                     | bé cultural d'interès local                          | Santa Margarida del Mujal                                    | Modifica les dades a Wikidata |
|        | capella de Mossèn Homs                             | Terrassa | església                              | Estil: arquitectura popular                                                              | 41° 34′ 59″ N, 2° 02′ 21″ E / 41.583006°N,2.039123°E ca:A 150 m del Km 19 de la crtra. C-1415 de Terrassa a Castellar | bé integrant del patrimoni cultural català           | Capella de Mossèn Homs                                       | Modifica les dades a Wikidata |
|        | capella del Cementiri Vell                         | Terrassa | església                              | Estil: arquitectura neoclàssica                                                          | 41° 33′ 40″ N, 2° 01′ 15″ E / 41.561129°N,2.020771°E                                                                  | bé cultural d'interès local                          | Capella del Cementiri Vell (Terrassa)                        | Modifica les dades a Wikidata |
|        | església de Sant Miquel                            | Terrassa | església                              | Estil: arquitectura romànica                                                             | 41° 34′ 01″ N, 2° 01′ 07″ E / 41.566887°N,2.018636°E ca:Plaça del Rector Homs                                         | bé d'interès cultural bé cultural d'interès nacional | Església de Sant Miquel de Terrassa                          | Modifica les dades a Wikidata |
|        | església de Sant Pere                              | Terrassa | església                              | Estil: arquitectura romànica                                                             | 41° 34′ 02″ N, 2° 01′ 06″ E / 41.567101°N,2.018465°E ca:Plaça Mossèn Homs                                             | bé d'interès cultural bé cultural d'interès nacional | Església de Sant Pere de Terrassa                            | Modifica les dades a Wikidata |
|        | església de Santa Maria                            | Terrassa | església                              | Estil: arquitectura romànica                                                             | 41° 34′ 00″ N, 2° 01′ 08″ E / 41.566672°N,2.018772°E ca:Plaça Rector Homs                                             | bé d'interès cultural bé cultural d'interès nacional | Església de Santa Maria de Terrassa                          | Modifica les dades a Wikidata |
|        | esglésies de Sant Pere de Terrassa                 | Terrassa | església monument església parroquial | Estil: arquitectura romànica 12nd century Anomenat per: Sant Pere                        | 41° 34′ 01″ N, 2° 01′ 07″ E / 41.566944444444445°N,2.018611111111111°E                                                | Candidat a Patrimoni de la Humanitat                 | Conjunt monumental de les esglésies de Sant Pere de Terrassa | Modifica les dades a Wikidata |
|        | la Santa Creu                                      | Terrassa | església                              |                                                                                          | 41° 34′ 24″ N, 2° 00′ 33″ E / 41.5734078305°N,2.00910357672257°E                                                      |                                                      |                                                              | Modifica les dades a Wikidata |

## estació de ferrocarril
| imatge | Nom                                  | Ubicat a | instància de                                                     | Detalls                             | coordenades                                                                                                | Protecció                   | Commons (més fotos)                   | Dades a WD                    |
| ------ | ------------------------------------ | -------- | ---------------------------------------------------------------- | ----------------------------------- | --- | --------------------------- | ------------------------------------- | ----------------------------- |
|        | Estació de Terrassa Est              | Terrassa | estació de ferrocarril                                           |                                     | 41° 34′ 03″ N, 2° 02′ 23″ E / 41.5675°N,2.03959°E                                                          |                             |                                       | Modifica les dades a Wikidata |
|        | Estació de Terrassa Nacions Unides   | Terrassa | estació de ferrocarril                                           |                                     | 41° 34′ 55″ N, 2° 00′ 48″ E / 41.5819°N,2.01321°E                                                          |                             | Terrassa Nacions Unides train station | Modifica les dades a Wikidata |
|        | Estació de Terrassa Rambla           | Terrassa | estació de ferrocarril estació subterrània estació en superfície | 1985                                | 41° 33′ 38″ N, 2° 00′ 27″ E / 41.560556°N,2.0075°E                                                         |                             | Terrassa-Rambla train station         | Modifica les dades a Wikidata |
|        | Estació de Terrassa-Estació del Nord | Terrassa | estació de ferrocarril                                           |                                     | 41° 34′ 11″ N, 2° 00′ 51″ E / 41.56983642677822°N,2.0142344134131847°E                                     |                             |                                       | Modifica les dades a Wikidata |
|        | Estació de Vallparadís Universitat   | Terrassa | estació de ferrocarril estació subterrània                       |                                     | 41° 33′ 49″ N, 2° 01′ 09″ E / 41.5637°N,2.01923°E                                                          |                             | Vallparadís Universitat train station | Modifica les dades a Wikidata |
|        | Estació de les Fonts                 | Terrassa | estació de ferrocarril estació en superfície                     | 1985                                | 41° 31′ 42″ N, 2° 02′ 00″ E / 41.528333°N,2.033333°E                                                       |                             | Les Fonts train station               | Modifica les dades a Wikidata |
|        | Estació del Nord                     | Terrassa | estació de ferrocarril edifici                                   | Estil: arquitectura modernista 1899 | 41° 34′ 11″ N, 2° 00′ 51″ E / 41.56977777777778°N,2.0142777777777776°E ca:Plaça de l'Estació del Nord, s/n | bé cultural d'interès local | Terrassa Estació del Nord (Renfe)     | Modifica les dades a Wikidata |
|        | Olesa de Monserrat                   | Terrassa | estació de ferrocarril                                           | Estat: enderrocat o destruït        | 41° 33′ 58″ N, 1° 55′ 22″ E / 41.566°N,1.9228888888888889°E                                                |                             |                                       | Modifica les dades a Wikidata |

## font
| imatge | Nom                     | Ubicat a | instància de | Detalls                     | coordenades                                                                     | Protecció                                  | Commons (més fotos)  | Dades a WD                    |
| ------ | ----------------------- | -------- | ------------ | --------------------------- | ------------------------------------------------------------------------------- | ------------------------------------------ | -------------------- | ----------------------------- |
|        | els Caus del Guitard    | Terrassa | font cova    |                             | 41° 36′ 33″ N, 1° 58′ 13″ E / 41.60905555555556°N,1.9701944444444448°E 480 msnm |                                            | Els Caus del Guitard | Modifica les dades a Wikidata |
|        | font de Can Misèria     | Terrassa | font         | Estil: arquitectura popular | 41° 35′ 15″ N, 1° 59′ 51″ E / 41.587622°N,1.997372°E                            | bé integrant del patrimoni cultural català |                      | Modifica les dades a Wikidata |
|        | font de les Cantarelles | Terrassa | font         |                             | 41° 38′ 38″ N, 1° 58′ 43″ E / 41.64383333333333°N,1.9785°E                      |                                            |                      | Modifica les dades a Wikidata |

## forn de calç
| imatge | Nom                             | Ubicat a | instància de | Detalls                     | coordenades | Protecció                                  | Commons (més fotos)          | Dades a WD                    |
| ------ | ------------------------------- | -------- | ------------ | --------------------------- | --- | ------------------------------------------ | ---------------------------- | ----------------------------- |
|        | Forn de calç de Can Bonvilar    | Terrassa | forn de calç | Estil: arquitectura popular | 41° 34′ 54″ N, 2° 02′ 52″ E / 41.58155°N,2.04776°E ca:Camí dels Plans de Bonvilar, 40 (davant del Centre Mediambiental) 335 msnm | bé integrant del patrimoni cultural català | Forn de calç de Can Bonvilar | Modifica les dades a Wikidata |
|        | Forn de calç de les Cantarelles | Terrassa | forn de calç | Estil: arquitectura popular | 41° 38′ 38″ N, 1° 58′ 43″ E / 41.643868°N,1.978624°E                                                                             | bé integrant del patrimoni cultural català |                              | Modifica les dades a Wikidata |

## granja
| imatge | Nom                    | Ubicat a | instància de | Detalls | coordenades                                                         | Protecció | Commons (més fotos) | Dades a WD                    |
| ------ | ---------------------- | -------- | ------------ | ------- | ------------------------------------------------------------------- | --------- | ------------------- | ----------------------------- |
|        | Granges del Torredamer | Terrassa | granja       |         | 41° 35′ 28″ N, 2° 01′ 18″ E / 41.5912060278278°N,2.02172929937321°E |           |                     | Modifica les dades a Wikidata |
|        | Granja Turu            | Terrassa | granja       |         | 41° 35′ 39″ N, 2° 02′ 12″ E / 41.5942778281343°N,2.03670516251084°E |           |                     | Modifica les dades a Wikidata |

## jaciment arqueològic
| imatge | Nom                 | Ubicat a | instància de                    | Detalls | coordenades                                                              | Protecció                                  | Commons (més fotos) | Dades a WD                    |
| ------ | ------------------- | -------- | ------------------------------- | ------- | ------------------------------------------------------------------------ | ------------------------------------------ | ------------------- | ----------------------------- |
|        | Can Missert         | Terrassa | jaciment arqueològic necròpolis |         | 41° 33′ 23″ N, 1° 59′ 11″ E / 41.556423°N,1.9865°E                       | bé integrant del patrimoni cultural català | Can Missert         | Modifica les dades a Wikidata |
|        | Vallparadís estació | Terrassa | jaciment arqueològic            |         | 41° 33′ 44″ N, 2° 01′ 11″ E / 41.562254°N,2.019641°E Parc de Vallparadís | bé integrant del patrimoni cultural català |                     | Modifica les dades a Wikidata |

## masia
| imatge | Nom                                   | Ubicat a | instància de  | Detalls                                                                     | coordenades | Protecció                                  | Commons (més fotos)                  | Dades a WD                    |
| ------ | ------------------------------------- | -------- | ------------- | --------------------------------------------------------------------------- | --- | ------------------------------------------ | ------------------------------------ | ----------------------------- |
|        | Ca l'Escaiol                          | Terrassa | masia         |                                                                             | 41° 35′ 13″ N, 2° 00′ 56″ E / 41.5870180023062°N,2.01543398423357°E                                                                 |                                            |                                      | Modifica les dades a Wikidata |
|        | Ca n'Amat de la Muntanya              | Terrassa | masia         | Estil: arquitectura popular                                                 | 41° 35′ 21″ N, 1° 59′ 25″ E / 41.5891°N,1.99032°E ca:Crtra. de Rellinars, km, 2,4                                                   | bé cultural d'interès local                |                                      | Modifica les dades a Wikidata |
|        | Ca n'Amat de les Farines              | Terrassa | masia         |                                                                             | 41° 31′ 43″ N, 2° 02′ 42″ E / 41.528475°N,2.04494°E                                                                                 |                                            |                                      | Modifica les dades a Wikidata |
|        | Ca n'Anglada                          | Terrassa | masia         |                                                                             | 41° 33′ 40″ N, 2° 01′ 48″ E / 41.561052°N,2.029922°E ca:Mare de Déu del Mar, 47 290 msnm                                            | bé integrant del patrimoni cultural català | Ca n'Anglada (Terrassa)              | Modifica les dades a Wikidata |
|        | Cal Conco                             | Terrassa | masia         | Estil: arquitectura popular                                                 | 41° 33′ 57″ N, 2° 00′ 47″ E / 41.565843°N,2.013019°E                                                                                | bé cultural d'interès local                | Cal Conco                            | Modifica les dades a Wikidata |
|        | Cal Torredamer                        | Terrassa | masia         |                                                                             | 41° 35′ 35″ N, 2° 01′ 15″ E / 41.5929366265822°N,2.020815290261°E                                                                   |                                            |                                      | Modifica les dades a Wikidata |
|        | Can Badiella                          | Terrassa | masia         | 17th century                                                                | 41° 32′ 55″ N, 2° 03′ 32″ E / 41.5487°N,2.058869°E ca:Ctra. N-150, km 15,700 a 1.000 m 231 msnm                                     | bé cultural d'interès local                | Can Badiella                         | Modifica les dades a Wikidata |
|        | Can Barba de la Pedra Blanca          | Terrassa | masia         | Estil: arquitectura popular gòtic tardà 15th century                        | 41° 33′ 12″ N, 2° 03′ 25″ E / 41.553273°N,2.056935°E ca:Ctra. N-150 de Terrassa a Sabadell, km 15,5, a 30 m 250 msnm                | bé cultural d'interès local                | Can Barba de la Pedra Blanca         | Modifica les dades a Wikidata |
|        | Can Baró                              | Terrassa | masia         | Estil: arquitectura popular                                                 | 41° 33′ 45″ N, 2° 00′ 41″ E / 41.5624°N,2.01128°E ca:Font Vella, 1                                                                  | bé cultural d'interès local                | Can Baró (Terrassa)                  | Modifica les dades a Wikidata |
|        | Can Bogunyà del Mas                   | Terrassa | masia edifici | Estil: arquitectura popular                                                 | 41° 35′ 13″ N, 2° 00′ 19″ E / 41.586985°N,2.005337°E 367 msnm                                                                       | bé cultural d'interès local                | Can Bogunyà del Mas                  | Modifica les dades a Wikidata |
|        | Can Bonvilar                          | Terrassa | masia         | Estil: arquitectura popular 18th century                                    | 41° 34′ 28″ N, 2° 03′ 32″ E / 41.574401°N,2.058944°E ca:Ctra. C-1415 de Terrassa a Castellar, km 19, a 4.000 m 296 msnm             | bé cultural d'interès local                | Can Bonvilar                         | Modifica les dades a Wikidata |
|        | Can Candi                             | Terrassa | masia         |                                                                             | 41° 36′ 07″ N, 2° 00′ 53″ E / 41.6019542845774°N,2.01466695771683°E                                                                 |                                            |                                      | Modifica les dades a Wikidata |
|        | Can Canya                             | Terrassa | masia         |                                                                             | 41° 33′ 44″ N, 2° 03′ 29″ E / 41.5621269358712°N,2.05793013250997°E 276 msnm                                                        |                                            | Can Canya (Terrassa)                 | Modifica les dades a Wikidata |
|        | Can Carbonell                         | Terrassa | masia         | Estil: arquitectura popular                                                 | 41° 35′ 29″ N, 2° 00′ 30″ E / 41.591342°N,2.00847°E 373 msnm                                                                        | bé cultural d'interès local                | Can Carbonell (Terrassa)             | Modifica les dades a Wikidata |
|        | Can Cardús de les Orioles             | Terrassa | masia         | Estil: arquitectura popular                                                 | 41° 34′ 40″ N, 1° 59′ 24″ E / 41.577837°N,1.98992°E                                                                                 | bé cultural d'interès local                | Can Cardús de les Orioles (Terrassa) | Modifica les dades a Wikidata |
|        | Can Casanovas                         | Terrassa | masia         |                                                                             | 41° 32′ 28″ N, 2° 01′ 32″ E / 41.540978°N,2.025422°E                                                                                | bé cultural d'interès local                |                                      | Modifica les dades a Wikidata |
|        | Can Colomer                           | Terrassa | masia         | Estil: arquitectura popular                                                 | 41° 34′ 54″ N, 1° 59′ 58″ E / 41.581741°N,1.999496°E 341 msnm                                                                       | bé cultural d'interès local                | Can Colomer (Terrassa)               | Modifica les dades a Wikidata |
|        | Can Costa de Montagut                 | Terrassa | masia         |                                                                             | 41° 32′ 34″ N, 1° 58′ 51″ E / 41.542654539729°N,1.98096741452071°E                                                                  |                                            |                                      | Modifica les dades a Wikidata |
|        | Can Falguera                          | Terrassa | masia         | Estil: arquitectura popular                                                 | 41° 31′ 41″ N, 2° 02′ 21″ E / 41.528092°N,2.039241°E                                                                                | bé cultural d'interès local                | Can Falguera                         | Modifica les dades a Wikidata |
|        | Can Figueres del Mas                  | Terrassa | masia         | Estil: arquitectura popular                                                 | 41° 33′ 30″ N, 2° 03′ 16″ E / 41.558211°N,2.054465°E                                                                                | bé cultural d'interès local                |                                      | Modifica les dades a Wikidata |
|        | Can Fonollet                          | Terrassa | masia         | Estil: arquitectura popular                                                 | 41° 31′ 11″ N, 2° 01′ 54″ E / 41.5198°N,2.03177°E                                                                                   | bé cultural d'interès local                | Can Fonollet                         | Modifica les dades a Wikidata |
|        | Can Font de Gaià                      | Terrassa | masia         | Estil: arquitectura eclèctica 19th century                                  | 41° 34′ 53″ N, 1° 58′ 46″ E / 41.581376°N,1.979363°E ca:Ctra. B-122 de Terrassa a Rellinars, km 2,7, a 2.000 m                      | bé cultural d'interès local                | Can Font de Gaià                     | Modifica les dades a Wikidata |
|        | Can Ginebreda                         | Terrassa | masia         |                                                                             | 41° 35′ 34″ N, 2° 02′ 15″ E / 41.5929073405158°N,2.03761341795046°E                                                                 |                                            |                                      | Modifica les dades a Wikidata |
|        | Can Guitard de la Muntanya            | Terrassa | masia         | Estil: arquitectura popular 16th century                                    | 41° 35′ 53″ N, 1° 58′ 26″ E / 41.598161°N,1.973915°E ca:Ctra. B-122 de Terrassa a Rellinars, km 4,8, a 1.500 m                      | bé cultural d'interès local                | Can Guitard de la Muntanya           | Modifica les dades a Wikidata |
|        | Can Guitard de la Riera               | Terrassa | masia         | Estil: arquitectura popular                                                 | 41° 32′ 11″ N, 2° 01′ 26″ E / 41.536511°N,2.023984°E                                                                                | bé cultural d'interès local                |                                      | Modifica les dades a Wikidata |
|        | Can Joan de les Oliveres              | Terrassa | masia         |                                                                             | 41° 32′ 22″ N, 2° 00′ 03″ E / 41.5393975648752°N,2.00088337888389°E                                                                 |                                            |                                      | Modifica les dades a Wikidata |
|        | Can Llobateres                        | Terrassa | masia         |                                                                             | 41° 32′ 25″ N, 2° 03′ 27″ E / 41.5402716219566°N,2.05746814866333°E                                                                 |                                            |                                      | Modifica les dades a Wikidata |
|        | Can Mates                             | Terrassa | masia         |                                                                             | 41° 32′ 50″ N, 2° 00′ 32″ E / 41.547094972699°N,2.00877409889979°E                                                                  |                                            |                                      | Modifica les dades a Wikidata |
|        | Can Misser Margarit                   | Terrassa | masia         | Estil: arquitectura popular Estat: enderrocat o destruït                    | 41° 33′ 09″ N, 1° 58′ 57″ E / 41.55245°N,1.98241°E                                                                                  | bé integrant del patrimoni cultural català |                                      | Modifica les dades a Wikidata |
|        | Can Mon Repòs                         | Terrassa | masia         | Arquitecte: Joaquim Torres i García Estil: noucentisme Estat: reconstrucció | 41° 34′ 56″ N, 1° 59′ 55″ E / 41.582231°N,1.998702°E 346 msnm                                                                       | bé integrant del patrimoni cultural català | Mon Repòs                            | Modifica les dades a Wikidata |
|        | Can Montllor                          | Terrassa | masia         | Estil: arquitectura popular                                                 | 41° 34′ 43″ N, 2° 02′ 14″ E / 41.578519°N,2.03725°E                                                                                 | bé cultural d'interès local                | Can Montllor                         | Modifica les dades a Wikidata |
|        | Can Palet de la Quadra de Vallparadís | Terrassa | masia         | Estil: arquitectura popular                                                 | 41° 33′ 22″ N, 2° 01′ 41″ E / 41.556°N,2.02797°E                                                                                    | bé cultural d'interès local                | Can Palet de la Quadra               | Modifica les dades a Wikidata |
|        | Can Poal                              | Terrassa | masia         |                                                                             | 41° 31′ 52″ N, 1° 59′ 45″ E / 41.5311481861116°N,1.99585595997396°E                                                                 |                                            |                                      | Modifica les dades a Wikidata |
|        | Can Poal de la Costa                  | Terrassa | masia         | Estil: arquitectura popular                                                 | 41° 33′ 12″ N, 1° 59′ 43″ E / 41.553351°N,1.995333°E                                                                                | bé cultural d'interès local                | Can Poal de la Costa                 | Modifica les dades a Wikidata |
|        | Can Ribes                             | Terrassa | masia         | Arquitecte: Lluís Muncunill i Parellada Estil: arquitectura eclèctica       | 41° 31′ 43″ N, 2° 02′ 40″ E / 41.528659°N,2.044337°E                                                                                | bé cultural d'interès local                | Can Ribas                            | Modifica les dades a Wikidata |
|        | Can Rodó                              | Terrassa | masia         |                                                                             | 41° 32′ 54″ N, 1° 59′ 43″ E / 41.5484370975645°N,1.9952887078238°E                                                                  |                                            |                                      | Modifica les dades a Wikidata |
|        | Can Sabater del Torrent               | Terrassa | masia         |                                                                             | 41° 32′ 28″ N, 2° 03′ 26″ E / 41.541177°N,2.057152°E                                                                                | bé cultural d'interès local                |                                      | Modifica les dades a Wikidata |
|        | Can Salas                             | Terrassa | masia         |                                                                             | 41° 35′ 37″ N, 2° 02′ 46″ E / 41.593573°N,2.046145°E                                                                                | bé cultural d'interès local                |                                      | Modifica les dades a Wikidata |
|        | Can Sues                              | Terrassa | masia         |                                                                             | 41° 33′ 01″ N, 2° 03′ 20″ E / 41.5503341680991°N,2.05545147718237°E                                                                 |                                            |                                      | Modifica les dades a Wikidata |
|        | Can Torrella del Mas                  | Terrassa | masia         | Estil: arquitectura popular                                                 | 41° 33′ 21″ N, 2° 02′ 29″ E / 41.555736°N,2.041351°E                                                                                | bé cultural d'interès local                | Can Torrella del Mas                 | Modifica les dades a Wikidata |
|        | Can Viver de Torrebonica              | Terrassa | masia         | Arquitecte: Josep Domènech i Mansana Estil: noucentisme                     | 41° 33′ 47″ N, 2° 03′ 03″ E / 41.563184°N,2.050742°E ca:A 300 m de la N-150 (de Sabadell a Terrassa), km 15,7                       | bé cultural d'interès local                | Can Viver de Torrebonica             | Modifica les dades a Wikidata |
|        | Casa Baumann                          | Terrassa | masia         | Arquitecte: Josep Maria Coll i Bacardí Estil: arquitectura modernista 1913  | 41° 33′ 50″ N, 2° 01′ 08″ E / 41.5638°N,2.0189°E ca:Avinguda Jacquard, 1                                                            | bé cultural d'interès local                | Casa Baumann                         | Modifica les dades a Wikidata |
|        | Caseta de la Pineda                   | Terrassa | masia         |                                                                             | 41° 35′ 21″ N, 1° 57′ 49″ E / 41.5891933107959°N,1.96369109763794°E                                                                 |                                            |                                      | Modifica les dades a Wikidata |
|        | Masia Freixa                          | Terrassa | masia         | Arquitecte: Lluís Muncunill i Parellada Estil: arquitectura modernista 1899 | 41° 33′ 47″ N, 2° 00′ 15″ E / 41.563°N,2.00422°E ca:Plaça Freixa i Argemí, 11                                                       | bé cultural d'interès nacional             | Masia Freixa                         | Modifica les dades a Wikidata |
|        | Masia Marcet                          | Terrassa | masia         | Arquitecte: Lluís Muncunill i Parellada Estil: noucentisme                  | 41° 34′ 17″ N, 1° 59′ 52″ E / 41.5713°N,1.99777°E                                                                                   | bé cultural d'interès local                | Masia Marcet                         | Modifica les dades a Wikidata |
|        | Masia de Can Boada del Pi             | Terrassa | masia         |                                                                             | 41° 34′ 17″ N, 1° 59′ 51″ E / 41.5714°N,1.99739°E                                                                                   | bé cultural d'interès local                | Can Boada del Pi                     | Modifica les dades a Wikidata |
|        | Masia de Can Parellada                | Terrassa | masia         | Estil: arquitectura popular                                                 | 41° 32′ 16″ N, 2° 02′ 11″ E / 41.5378°N,2.03639°E                                                                                   | bé cultural d'interès local                |                                      | Modifica les dades a Wikidata |
|        | Masia de Can Petit                    | Terrassa | masia         | Estil: arquitectura popular                                                 | 41° 35′ 04″ N, 2° 01′ 58″ E / 41.584461°N,2.032793°E                                                                                | bé cultural d'interès local                |                                      | Modifica les dades a Wikidata |
|        | Masia els Bellots                     | Terrassa | masia         |                                                                             | 41° 32′ 54″ N, 2° 02′ 30″ E / 41.548231°N,2.041778°E                                                                                | bé cultural d'interès local                |                                      | Modifica les dades a Wikidata |
|        | Torre de Can Pepito                   | Terrassa | masia         |                                                                             | 41° 33′ 59″ N, 1° 59′ 11″ E / 41.566354713724°N,1.9863159250804°E                                                                   |                                            |                                      | Modifica les dades a Wikidata |
|        | Torre de Mossèn Homs                  | Terrassa | masia         | Estil: arquitectura popular                                                 | 41° 34′ 59″ N, 2° 02′ 19″ E / 41.583009°N,2.038747°E ca:Partida de Mossèn Homs, accés des de C1415a (de Terrassa a Castellar) km 19 | bé cultural d'interès local                | Torre de Mossèn Homs                 | Modifica les dades a Wikidata |
|        | Torre de la Castlania                 | Terrassa | masia         | Estil: arquitectura gòtica 14th century                                     | 41° 33′ 36″ N, 2° 01′ 08″ E / 41.559864°N,2.018837°E ca:C. Serrano, 37                                                              | bé cultural d'interès local                | Torre de la Castlania (Casa Canela)  | Modifica les dades a Wikidata |
|        | Torre de la Florida                   | Terrassa | masia         |                                                                             | 41° 35′ 41″ N, 2° 02′ 00″ E / 41.5948178178686°N,2.03343348592092°E                                                                 |                                            |                                      | Modifica les dades a Wikidata |
|        | Torre del Garcia                      | Terrassa | masia         |                                                                             | 41° 35′ 06″ N, 1° 59′ 41″ E / 41.5851278013336°N,1.9947680580625°E                                                                  |                                            |                                      | Modifica les dades a Wikidata |
|        | el Molinot                            | Terrassa | masia         |                                                                             | 41° 34′ 27″ N, 1° 57′ 54″ E / 41.5741267002094°N,1.96495153877282°E                                                                 |                                            |                                      | Modifica les dades a Wikidata |
|        | la Pineda                             | Terrassa | masia         |                                                                             | 41° 35′ 46″ N, 1° 57′ 32″ E / 41.596248°N,1.958793°E 590 msnm                                                                       |                                            | La Pineda (Terrassa)                 | Modifica les dades a Wikidata |
|        | les Casetes de l'Estació              | Terrassa | masia         |                                                                             | 41° 34′ 23″ N, 2° 02′ 44″ E / 41.5731666105342°N,2.04553513926008°E                                                                 |                                            |                                      | Modifica les dades a Wikidata |
|        | les Casetes de la Corba               | Terrassa | masia         |                                                                             | 41° 34′ 59″ N, 1° 59′ 44″ E / 41.5829643953672°N,1.99560537941229°E                                                                 |                                            |                                      | Modifica les dades a Wikidata |
|        | les Martines                          | Terrassa | masia         |                                                                             | 41° 32′ 14″ N, 2° 00′ 12″ E / 41.5370848740614°N,2.00320868471088°E                                                                 |                                            |                                      | Modifica les dades a Wikidata |

## monument
| imatge | Nom                                       | Ubicat a           | instància de              | Detalls                                                                               | coordenades | Protecció                   | Commons (més fotos)                       | Dades a WD                    |
| ------ | ----------------------------------------- | ------------------ | ------------------------- | ------------------------------------------------------------------------------------- | --- | --------------------------- | ----------------------------------------- | ----------------------------- |
|        | A les víctimes del terrorisme             | Terrassa           | monument                  | Creador: Jesús Fructuoso Gómez                                                        | 41° 33′ 29″ N, 2° 01′ 17″ E / 41.558168°N,2.021262°E                                                             |                             | A les víctimes del terrorisme (Terrassa)  | Modifica les dades a Wikidata |
|        | Bartomeu Amat                             | Terrassa           | monument                  | Creador: Josep Llimona i Bruguera Estil: modernisme 1909 1913                         | Escola Tècnica Superior d'Enginyeries Industrial i Aeronàutica de Terrassa                                       |                             | Monument a Bartomeu Amat                  | Modifica les dades a Wikidata |
|        | Columna Rostrata                          | Terrassa           | monument                  |                                                                                       | 41° 33′ 11″ N, 2° 00′ 31″ E / 41.5529670715332°N,2.0086169242858887°E ca:Rambleta del Pare Alegre                |                             |                                           | Modifica les dades a Wikidata |
|        | Escultura Dinosaure                       | Terrassa           | monument                  |                                                                                       | 41° 33′ 25″ N, 2° 02′ 22″ E / 41.5568962097168°N,2.0394229888916016°E ca:Rotonda N-150 / Crtra. de Montcada      |                             |                                           | Modifica les dades a Wikidata |
|        | Escultura Flama                           | Terrassa           | monument                  |                                                                                       | 41° 33′ 54″ N, 2° 00′ 46″ E / 41.564945220947266°N,2.012640953063965°E ca:Placeta de Saragossa                   |                             |                                           | Modifica les dades a Wikidata |
|        | Escultura Hoquei                          | Terrassa           | monument                  |                                                                                       | 41° 34′ 31″ N, 2° 00′ 38″ E / 41.57538986206055°N,2.0104498863220215°E ca:Jocs Olímpics, davant l’Estadi Olímpic |                             |                                           | Modifica les dades a Wikidata |
|        | Homenatge a Malèvitx                      | Barri de Sant Pere | monument                  | Creador: Jorge Oteiza 1999 Anomenat per: Kazimir Malèvitx Dedicat a: Kazimir Malèvitx | 41° 34′ 14″ N, 2° 00′ 49″ E / 41.57053055°N,2.01355°E                                                            |                             | Homenatge a Malèvitx (Jorge Oteiza)       | Modifica les dades a Wikidata |
|        | Monument a Alfons Sala                    | Terrassa           | monument                  |                                                                                       | 41° 33′ 47″ N, 2° 00′ 56″ E / 41.563033°N,2.01546°E ca:Pg. Comte d'Ègara                                         | bé cultural d'interès local | Monument a Alfons Sala, comte d'Ègara     | Modifica les dades a Wikidata |
|        | Monument a Jaume Jover i Valentí Alagorda | Terrassa           | monument                  | Estil: noucentisme                                                                    | 41° 33′ 39″ N, 2° 01′ 14″ E / 41.560969°N,2.020617°E                                                             | bé cultural d'interès local | Monument a Jaume Jover i Valentí Alagorda | Modifica les dades a Wikidata |
|        | Monument a la Bicicleta                   | Terrassa           | monument obra escultòrica | 2016-09-16 Dedicat a: bicicleta                                                       | 41° 34′ 13″ N, 2° 00′ 36″ E / 41.57021163258442°N,2.009929418563843°E                                            |                             | La bicicleta (Martínez Maldonado)         | Modifica les dades a Wikidata |
|        | Repòs                                     | Terrassa           | monument                  | Creador: Ferran Bach-Esteve                                                           | 41° 33′ 32″ N, 2° 02′ 32″ E / 41.558783°N,2.042177°E                                                             |                             | Repòs (Ferran Bach-Esteve)                | Modifica les dades a Wikidata |

## muntanya
| imatge | Nom                   | Ubicat a            | instància de | Detalls | coordenades                                                                     | Protecció | Commons (més fotos)          | Dades a WD                    |
| ------ | --------------------- | ------------------- | ------------ | ------- | ------------------------------------------------------------------------------- | --------- | ---------------------------- | ----------------------------- |
|        | Bonvilar              | Terrassa            | muntanya     |         | 41° 34′ 42″ N, 2° 03′ 31″ E / 41.57841667°N,2.05861111°E 334 msnm               |           | Bonvilar                     | Modifica les dades a Wikidata |
|        | Castellsapera         | Vacarisses Terrassa | muntanya     |         | 41° 38′ 40″ N, 1° 58′ 15″ E / 41.6445253816°N,1.97087419147°E 939 msnm          |           | Castellsapera                | Modifica les dades a Wikidata |
|        | Montagut              | Terrassa            | muntanya     |         | 41° 32′ 35″ N, 1° 59′ 26″ E / 41.54291667°N,1.99052778°E 401.7 msnm             |           |                              | Modifica les dades a Wikidata |
|        | Puig Codina           | Terrassa            | muntanya     |         | 41° 37′ 50″ N, 1° 58′ 54″ E / 41.6305°N,1.98172°E 853.5 msnm                    |           | Puig Codina                  | Modifica les dades a Wikidata |
|        | Roca del Corb         | Terrassa Matadepera | muntanya     |         | 41° 38′ 07″ N, 1° 58′ 56″ E / 41.63516666666666°N,1.9823055555555555°E 878 msnm |           | Roca del Corb                | Modifica les dades a Wikidata |
|        | Roques Blanques       | Terrassa            | muntanya     |         | 41° 36′ 18″ N, 2° 00′ 36″ E / 41.6051°N,2.01008°E 587 msnm                      |           |                              | Modifica les dades a Wikidata |
|        | Tossal de l'Àliga     | Vacarisses Terrassa | muntanya     |         | 41° 38′ 04″ N, 1° 58′ 09″ E / 41.6344°N,1.96928°E 842.2 msnm                    |           |                              | Modifica les dades a Wikidata |
|        | Turó de Sant Joan     | Terrassa Matadepera | muntanya     |         | 41° 36′ 23″ N, 2° 00′ 15″ E / 41.606527°N,2.004186°E 619.6 msnm                 |           | Turó de Sant Joan (Terrassa) | Modifica les dades a Wikidata |
|        | Turó de l'Ós          | Terrassa Matadepera | muntanya     |         | 41° 36′ 39″ N, 1° 59′ 50″ E / 41.61094444°N,1.99713889°E 672.1 msnm             |           |                              | Modifica les dades a Wikidata |
|        | Turó de la Carlina    | Vacarisses Terrassa | muntanya     |         | 41° 38′ 07″ N, 1° 58′ 37″ E / 41.6354°N,1.97681°E 931.3 msnm                    |           | Turó de la Carlina           | Modifica les dades a Wikidata |
|        | Turó de la Mamella    | Vacarisses Terrassa | muntanya     |         | 41° 37′ 44″ N, 1° 57′ 45″ E / 41.6289°N,1.9625°E 806 msnm                       |           |                              | Modifica les dades a Wikidata |
|        | Turó de les Pedritxes | Terrassa Matadepera | muntanya     |         | 41° 36′ 54″ N, 1° 59′ 24″ E / 41.61497222°N,1.99008333°E 790.7 msnm             |           | Turó de les Pedritxes        | Modifica les dades a Wikidata |
|        | Turó dels Escorpins   | Terrassa            | muntanya     |         | 41° 35′ 14″ N, 1° 58′ 07″ E / 41.587253°N,1.968504°E 509.3 msnm                 |           | Turó dels Escorpins          | Modifica les dades a Wikidata |
|        | la Moleta             | Terrassa            | muntanya     |         | 41° 37′ 01″ N, 1° 59′ 22″ E / 41.617038°N,1.989361°E 773.4 msnm                 |           |                              | Modifica les dades a Wikidata |

## nucli de població
| imatge | Nom                                    | Ubicat a | instància de                                           | Detalls | coordenades                                                       | Protecció | Commons (més fotos)                    | Dades a WD                    |
| ------ | -------------------------------------- | -------- | ------------------------------------------------------ | ------- | ----------------------------------------------------------------- | --------- | -------------------------------------- | ----------------------------- |
|        | Antic Poble de Sant Pere               | Terrassa | nucli de població                                      |         | 41° 34′ 09″ N, 2° 00′ 55″ E / 41.56923611°N,2.01532778°E          |           | Antic Poble de Sant Pere               | Modifica les dades a Wikidata |
|        | Barri de Montserrat                    | Terrassa | nucli de població                                      |         | 41° 33′ 37″ N, 2° 02′ 05″ E / 41.56039444°N,2.03465°E             |           |                                        | Modifica les dades a Wikidata |
|        | Barri de Sant Llorenç                  | Terrassa | nucli de població                                      |         | 41° 34′ 40″ N, 2° 01′ 54″ E / 41.57777778°N,2.03166667°E          |           | Barri de Sant Llorenç (Terrassa)       | Modifica les dades a Wikidata |
|        | Barri de Sant Pere                     | Terrassa | nucli de població                                      |         | 41° 34′ 12″ N, 2° 00′ 51″ E / 41.5699°N,2.01415833°E              |           | Barri de Sant Pere (Terrassa)          | Modifica les dades a Wikidata |
|        | Barri del Cementiri Vell               | Terrassa | nucli de població                                      |         | 41° 33′ 41″ N, 2° 01′ 29″ E / 41.561325°N,2.02476667°E            |           | Barri del Cementiri Vell               | Modifica les dades a Wikidata |
|        | Barri del Centre                       | Terrassa | nucli de població                                      |         | 41° 33′ 57″ N, 2° 00′ 43″ E / 41.56572222°N,2.01189167°E          |           | Barri del Centre (Terrassa)            | Modifica les dades a Wikidata |
|        | Barri del Segle XX                     | Terrassa | nucli de població                                      |         | 41° 33′ 17″ N, 2° 00′ 39″ E / 41.55478611°N,2.01075278°E          |           | Barri del Segle XX                     | Modifica les dades a Wikidata |
|        | Barri del Xúquer                       | Terrassa | nucli de població                                      |         | 41° 33′ 21″ N, 2° 02′ 02″ E / 41.55570556°N,2.03401389°E          |           |                                        | Modifica les dades a Wikidata |
|        | Ca n'Anglada                           | Terrassa | nucli de població                                      |         | 41° 33′ 47″ N, 2° 01′ 49″ E / 41.56305833°N,2.03019444°E          |           | Barri de Ca n'Anglada                  | Modifica les dades a Wikidata |
|        | Ca n'Aurell                            | Terrassa | nucli de població                                      |         | 41° 33′ 45″ N, 2° 00′ 10″ E / 41.562544°N,2.002814°E              |           |                                        | Modifica les dades a Wikidata |
|        | Can Boada                              | Terrassa | nucli de població                                      |         | 41° 34′ 11″ N, 2° 00′ 01″ E / 41.569722°N,2.000278°E              |           | Can Boada (Nucli Antic)                | Modifica les dades a Wikidata |
|        | Can Jofresa                            | Terrassa | nucli de població                                      |         | 41° 32′ 54″ N, 2° 01′ 30″ E / 41.54835°N,2.02513056°E             |           | Can Jofresa                            | Modifica les dades a Wikidata |
|        | Can Palet II                           | Terrassa | nucli de població                                      |         | 41° 33′ 16″ N, 2° 01′ 45″ E / 41.55444444°N,2.02916667°E          |           |                                        | Modifica les dades a Wikidata |
|        | Can Parellada                          | Terrassa | nucli de població                                      |         | 41° 32′ 11″ N, 2° 02′ 42″ E / 41.536458333333°N,2.0449166666667°E |           | Can Parellada (Terrassa)               | Modifica les dades a Wikidata |
|        | Can Roca                               | Terrassa | nucli de població                                      |         | 41° 34′ 55″ N, 2° 01′ 10″ E / 41.58183889°N,2.01946667°E          |           | Can Roca (Terrassa)                    | Modifica les dades a Wikidata |
|        | Can Tusell                             | Terrassa | nucli de població                                      |         | 41° 34′ 12″ N, 2° 01′ 01″ E / 41.57°N,2.017°E                     |           |                                        | Modifica les dades a Wikidata |
|        | Font de l'Espardenyera                 | Terrassa | nucli de població nucli d'entitat singular de població | 211 hab | 41° 35′ 31″ N, 2° 01′ 52″ E / 41.59194444°N,2.03111111°E 390 msnm |           | Font de l'Espardenyera                 | Modifica les dades a Wikidata |
|        | Guadalhorce                            | Terrassa | nucli de població                                      |         | 41° 33′ 11″ N, 2° 01′ 39″ E / 41.55305556°N,2.0275°E              |           |                                        | Modifica les dades a Wikidata |
|        | Plaça de Catalunya – Escola Industrial | Terrassa | nucli de població                                      |         | 41° 33′ 51″ N, 2° 01′ 30″ E / 41.56416667°N,2.025°E               |           | Plaça de Catalunya – Escola Industrial | Modifica les dades a Wikidata |
|        | Poble Nou – Zona Esportiva             | Terrassa | nucli de població                                      |         | 41° 34′ 40″ N, 2° 00′ 34″ E / 41.577778°N,2.009444°E              |           | Poble Nou – Zona Esportiva             | Modifica les dades a Wikidata |
|        | Roc Blanc                              | Terrassa | nucli de població                                      |         | 41° 33′ 30″ N, 1° 59′ 27″ E / 41.55833333°N,1.99083333°E          |           | Roc Blanc (Terrassa)                   | Modifica les dades a Wikidata |
|        | Sant Pere Nord                         | Terrassa | nucli de població                                      |         | 41° 34′ 33″ N, 2° 01′ 23″ E / 41.57583333°N,2.02305556°E          |           | Sant Pere Nord                         | Modifica les dades a Wikidata |
|        | Torre-sana                             | Terrassa | nucli de població                                      |         | 41° 33′ 45″ N, 2° 02′ 25″ E / 41.5625°N,2.04027778°E 285 msnm     |           | Torre-sana                             | Modifica les dades a Wikidata |
|        | Torrent d'en Pere Parres               | Terrassa | nucli de població                                      |         | 41° 34′ 20″ N, 2° 00′ 22″ E / 41.572222°N,2.006111°E              |           | Torrent d'en Pere Parres               | Modifica les dades a Wikidata |
|        | Vallparadís                            | Terrassa | nucli de població ens local històric de Catalunya      |         | 41° 34′ 01″ N, 2° 01′ 19″ E / 41.56694444°N,2.02194444°E          |           | Vallparadís (Terrassa)                 | Modifica les dades a Wikidata |
|        | Vilardell                              | Terrassa | nucli de població                                      |         | 41° 33′ 30″ N, 2° 02′ 22″ E / 41.55833333°N,2.03944444°E          |           |                                        | Modifica les dades a Wikidata |
|        | Vista Alegre                           | Terrassa | nucli de població                                      |         | 41° 32′ 59″ N, 1° 59′ 50″ E / 41.54972222°N,1.99722222°E          |           |                                        | Modifica les dades a Wikidata |
|        | barri d'Ègara                          | Terrassa | nucli de població                                      |         | 41° 34′ 18″ N, 2° 01′ 46″ E / 41.57153333°N,2.02933611°E          |           | Barri d'Ègara                          | Modifica les dades a Wikidata |
|        | els Caus – els Pinetons                | Terrassa | nucli de població                                      |         | 41° 36′ 26″ N, 1° 57′ 31″ E / 41.60722222°N,1.95861111°E          |           |                                        | Modifica les dades a Wikidata |
|        | la Cogullada                           | Terrassa | nucli de població                                      |         | 41° 33′ 14″ N, 2° 00′ 18″ E / 41.553889°N,2.005°E                 |           | La Cogullada (Terrassa)                | Modifica les dades a Wikidata |

## plaça
| imatge | Nom                       | Ubicat a | instància de                     | Detalls                              | coordenades                                                       | Protecció | Commons (més fotos)    | Dades a WD                    |
| ------ | ------------------------- | -------- | -------------------------------- | ------------------------------------ | ----------------------------------------------------------------- | --------- | ---------------------- | ----------------------------- |
|        | Plaça Vella               | Terrassa | plaça                            |                                      | 41° 33′ 43″ N, 2° 00′ 40″ E / 41.561944444444°N,2.0111111111111°E |           | Plaça Vella (Terrassa) | Modifica les dades a Wikidata |
|        | plaça d'Olof Palme        | Terrassa | plaça                            | Anomenat per: Olof Palme             | 41° 35′ 00″ N, 2° 00′ 41″ E / 41.583388888889°N,2.0113333333333°E |           |                        | Modifica les dades a Wikidata |
|        | plaça del Doctor Zamenhof | Terrassa | plaça objecte Zamenhof-Esperanto | Anomenat per: Ludwik Lejzer Zamenhof | 41° 33′ 50″ N, 2° 00′ 09″ E / 41.563834°N,2.002596°E              |           |                        | Modifica les dades a Wikidata |

## polígon industrial
| imatge | Nom                                   | Ubicat a | instància de       | Detalls | coordenades                                                         | Protecció | Commons (més fotos) | Dades a WD                    |
| ------ | ------------------------------------- | -------- | ------------------ | ------- | ------------------------------------------------------------------- | --------- | ------------------- | ----------------------------- |
|        | Polígon industrial Can Corpell        | Terrassa | polígon industrial |         | 41° 32′ 27″ N, 1° 58′ 28″ E / 41.54078604653°N,1.97443894211233°E   |           |                     | Modifica les dades a Wikidata |
|        | Polígon industrial Can Farcan         | Terrassa | polígon industrial |         | 41° 33′ 23″ N, 2° 02′ 13″ E / 41.5563330835405°N,2.03700501889736°E |           |                     | Modifica les dades a Wikidata |
|        | Polígon industrial Can Palet          | Terrassa | polígon industrial |         | 41° 33′ 13″ N, 2° 02′ 02″ E / 41.5535595721999°N,2.03386855538594°E |           |                     | Modifica les dades a Wikidata |
|        | Polígon industrial Carrer d'Alemanya  | Terrassa | polígon industrial |         | 41° 32′ 30″ N, 2° 02′ 38″ E / 41.5416536154053°N,2.0437567860023°E  |           |                     | Modifica les dades a Wikidata |
|        | Polígon industrial Colom II           | Terrassa | polígon industrial |         | 41° 32′ 24″ N, 2° 02′ 06″ E / 41.5399775227961°N,2.03504181923059°E |           |                     | Modifica les dades a Wikidata |
|        | Polígon industrial Els Bellots        | Terrassa | polígon industrial |         | 41° 32′ 44″ N, 2° 02′ 35″ E / 41.5456739690637°N,2.04305010854205°E |           |                     | Modifica les dades a Wikidata |
|        | Polígon industrial Est                | Terrassa | polígon industrial |         | 41° 34′ 12″ N, 2° 01′ 46″ E / 41.5700508664034°N,2.02948489864035°E |           |                     | Modifica les dades a Wikidata |
|        | Polígon industrial La Grípia          | Terrassa | polígon industrial |         | 41° 34′ 33″ N, 2° 02′ 07″ E / 41.5757647295155°N,2.03522901542958°E |           |                     | Modifica les dades a Wikidata |
|        | Polígon industrial Santa Margarida I  | Terrassa | polígon industrial |         | 41° 32′ 58″ N, 2° 02′ 01″ E / 41.5493681132164°N,2.03349931634573°E |           |                     | Modifica les dades a Wikidata |
|        | Polígon industrial Santa Margarida II | Terrassa | polígon industrial |         | 41° 32′ 55″ N, 2° 01′ 35″ E / 41.5484965731895°N,2.02628224980577°E |           |                     | Modifica les dades a Wikidata |
|        | Polígon industrial Segle XX           | Terrassa | polígon industrial |         | 41° 33′ 04″ N, 2° 00′ 44″ E / 41.5510153942542°N,2.01217948746798°E |           |                     | Modifica les dades a Wikidata |
|        | Polígon industrial de Can Guitard     | Terrassa | polígon industrial |         | 41° 32′ 13″ N, 2° 01′ 38″ E / 41.5370122151267°N,2.0273296585364°E  |           |                     | Modifica les dades a Wikidata |
|        | Polígon industrial de Can Parellada   | Terrassa | polígon industrial |         | 41° 32′ 28″ N, 2° 02′ 06″ E / 41.5410131249045°N,2.03501443427313°E |           |                     | Modifica les dades a Wikidata |
|        | Polígon industrial de Can Petit       | Terrassa | polígon industrial |         | 41° 34′ 55″ N, 2° 01′ 54″ E / 41.581903921127°N,2.03157473096443°E  |           |                     | Modifica les dades a Wikidata |
|        | Polígon industrial del Nord           | Terrassa | polígon industrial |         | 41° 34′ 55″ N, 2° 01′ 24″ E / 41.5820047157426°N,2.02325977050119°E |           |                     | Modifica les dades a Wikidata |
|        | Sector Montserrat                     | Terrassa | polígon industrial |         | 41° 33′ 48″ N, 2° 02′ 08″ E / 41.5632563102575°N,2.03553504052889°E |           |                     | Modifica les dades a Wikidata |

## pont
| imatge | Nom                                                 | Ubicat a                        | instància de          | Detalls                                                      | coordenades                                                                                     | Protecció                                  | Commons (més fotos)                               | Dades a WD                    |
| ------ | --------------------------------------------------- | ------------------------------- | --------------------- | ------------------------------------------------------------ | ----------------------------------------------------------------------------------------------- | ------------------------------------------ | ------------------------------------------------- | ----------------------------- |
|        | Pasarel·la de Sant Pere                             | Terrassa                        | pont                  | Travessa: torrent de Monner                                  | 41° 33′ 58″ N, 2° 01′ 09″ E / 41.565993°N,2.019094°E                                            |                                            | Passarel·la de Sant Pere (Terrassa)               | Modifica les dades a Wikidata |
|        | Pont de Can Carbonell                               | Terrassa                        | pont                  | Estil: arquitectura popular                                  | 41° 35′ 29″ N, 2° 00′ 39″ E / 41.591507°N,2.010791°E                                            | bé integrant del patrimoni cultural català |                                                   | Modifica les dades a Wikidata |
|        | Pont de Vacarisses                                  | Terrassa                        | pont                  | Travessa: línia Barcelona-Manresa-Lleida-Almacelles          | 41° 33′ 58″ N, 1° 59′ 48″ E / 41.5660214777382°N,1.99658744428628°E                             |                                            |                                                   | Modifica les dades a Wikidata |
|        | Pont de la Betzuca                                  | Terrassa                        | pont                  |                                                              | 41° 35′ 37″ N, 2° 02′ 16″ E / 41.5935115482379°N,2.03770043024031°E                             |                                            |                                                   | Modifica les dades a Wikidata |
|        | Pont del Cementiri Vell                             | Terrassa                        | pont                  | Travessa: torrent de Vallparadís                             | 41° 33′ 39″ N, 2° 01′ 09″ E / 41.5607752516003°N,2.01908238660097°E                             |                                            |                                                   | Modifica les dades a Wikidata |
|        | Pont del Fossat del castell cartoixa de Vallparadís | Terrassa                        | pont                  | Estil: arquitectura popular                                  | 41° 33′ 53″ N, 2° 01′ 09″ E / 41.564799°N,2.019093°E                                            | bé integrant del patrimoni cultural català | Pont del Fossat (Castell cartoixa de Vallparadís) | Modifica les dades a Wikidata |
|        | Pont del Guinard                                    | Terrassa                        | pont                  |                                                              | 41° 36′ 02″ N, 2° 02′ 58″ E / 41.6005263115815°N,2.04939198549377°E                             |                                            |                                                   | Modifica les dades a Wikidata |
|        | Pont del Quartelillo                                | Terrassa                        | pont                  |                                                              | 41° 35′ 33″ N, 2° 01′ 23″ E / 41.5925685568828°N,2.02307652995109°E                             |                                            |                                                   | Modifica les dades a Wikidata |
|        | passarel·la de l'Estació                            | Terrassa                        | pont pont de vianants | Travessa: riera de Rubí                                      | 41° 31′ 43″ N, 2° 02′ 03″ E / 41.52872834938006°N,2.0342892408370976°E                          |                                            |                                                   | Modifica les dades a Wikidata |
|        | pont de Can Boada                                   | Terrassa                        | pont                  | Travessa: riera del Palau                                    | 41° 34′ 14″ N, 1° 59′ 57″ E / 41.57044440662161°N,1.9991576671600344°E                          |                                            | Pont de Can Boada                                 | Modifica les dades a Wikidata |
|        | pont de Mossèn Perramon                             | Terrassa Sant Quirze del Vallès | pont                  | Travessa: riera de Rubí                                      | 41° 31′ 39″ N, 2° 02′ 09″ E / 41.527427175367635°N,2.0357108116149907°E                         |                                            |                                                   | Modifica les dades a Wikidata |
|        | pont de Sant Pere                                   | Terrassa                        | pont                  | Estil: arquitectura popular                                  | 41° 34′ 00″ N, 2° 01′ 03″ E / 41.5667°N,2.01739°E ca:Carrer de la Creu Gran / Plaça Mossèn Homs | bé cultural d'interès local                | Pont de Sant Pere (Terrassa)                      | Modifica les dades a Wikidata |
|        | pont del Passeig                                    | Terrassa                        | pont                  | Estil: arquitectura popular Travessa: torrent de Vallparadís | 41° 33′ 49″ N, 2° 01′ 06″ E / 41.5635°N,2.01827°E                                               | bé cultural d'interès local                | Pont del Passeig (Terrassa)                       | Modifica les dades a Wikidata |

## serra
| imatge | Nom                     | Ubicat a                        | instància de | Detalls | coordenades                                                         | Protecció | Commons (més fotos)     | Dades a WD                    |
| ------ | ----------------------- | ------------------------------- | ------------ | ------- | ------------------------------------------------------------------- | --------- | ----------------------- | ----------------------------- |
|        | Alts de la Pepa         | Terrassa Vacarisses             | serra        |         | 41° 37′ 36″ N, 1° 57′ 31″ E / 41.6268°N,1.95856°E 730.2 msnm        |           |                         | Modifica les dades a Wikidata |
|        | Carena de la Pineda     | Terrassa                        | serra        |         | 41° 35′ 48″ N, 1° 57′ 57″ E / 41.59655556°N,1.96580556°E 621.7 msnm |           |                         | Modifica les dades a Wikidata |
|        | Carena del Molinot      | Terrassa                        | serra        |         | 41° 34′ 57″ N, 1° 57′ 45″ E / 41.5824°N,1.96253°E 530.8 msnm        |           |                         | Modifica les dades a Wikidata |
|        | Serra Llarga            | Terrassa                        | serra        |         | 41° 36′ 54″ N, 1° 57′ 52″ E / 41.6151°N,1.9645°E 600 msnm           |           |                         | Modifica les dades a Wikidata |
|        | Serra de Galliners      | Sant Quirze del Vallès Terrassa | serra        |         | 41° 31′ 41″ N, 2° 03′ 20″ E / 41.52815°N,2.055597°E                 |           |                         | Modifica les dades a Wikidata |
|        | Serra del Troncó        | Terrassa                        | serra        |         | 41° 36′ 31″ N, 1° 59′ 08″ E / 41.6085°N,1.9855°E 678.9 msnm         |           |                         | Modifica les dades a Wikidata |
|        | serra de les Aimerigues | Terrassa                        | serra        |         | 41° 34′ 43″ N, 1° 59′ 12″ E / 41.5786°N,1.98672°E 370.6 msnm        |           | Serra de les Aimerigues | Modifica les dades a Wikidata |
|        | serra de les Martines   | Terrassa                        | serra        |         | 41° 32′ 35″ N, 2° 00′ 21″ E / 41.5431°N,2.00575°E 358.9 msnm        |           |                         | Modifica les dades a Wikidata |
|        | serra de les Pedritxes  | Matadepera Terrassa             | serra        |         | 41° 36′ 54″ N, 1° 59′ 24″ E / 41.61491667°N,1.99011111°E 790.7 msnm |           | Serra de les Pedritxes  | Modifica les dades a Wikidata |

## xemeneia de fàbrica
| imatge | Nom                                       | Ubicat a | instància de        | Detalls                                     | coordenades | Protecció                   | Commons (més fotos)                       | Dades a WD                    |
| ------ | ----------------------------------------- | -------- | ------------------- | ------------------------------------------- | --- | --------------------------- | ----------------------------------------- | ----------------------------- |
|        | xemeneia Oliu                             | Terrassa | xemeneia de fàbrica | 20th century                                | 41° 34′ 01″ N, 2° 00′ 27″ E / 41.567041°N,2.007464°E ca:Pl. del Vapor Monset, Terrassa 312 msnm                                                    | bé cultural d'interès local | Xemeneia Oliu                             | Modifica les dades a Wikidata |
|        | xemeneia Pont, Aurell i Armengol          | Terrassa | xemeneia de fàbrica |                                             | 41° 33′ 30″ N, 2° 00′ 52″ E / 41.558273°N,2.014564°E ca:Carrer de Baldrich, 100, Terrassa 294 msnm                                                 | bé cultural d'interès local | Xemeneia Pont, Aurell i Armengol          | Modifica les dades a Wikidata |
|        | xemeneia Roca i Pous                      | Terrassa | xemeneia de fàbrica | 20th century                                | 41° 33′ 33″ N, 2° 00′ 51″ E / 41.559107°N,2.014233°E ca:Plaça Nova, Terrassa 287 msnm                                                              | bé cultural d'interès local | Xemeneia Roca i Pous                      | Modifica les dades a Wikidata |
|        | xemeneia d'Hilados y Tintes Soler         | Terrassa | xemeneia de fàbrica | 20th century                                | 41° 33′ 42″ N, 2° 00′ 57″ E / 41.561701°N,2.015916°E ca:C. Sant Quirze, 19 - c. Topete, 26 - c. Sant Jaume 304 msnm                                | bé cultural d'interès local | Xemeneia d'Hilados y Tintes Soler         | Modifica les dades a Wikidata |
|        | xemeneia de Filatures Matarí              | Terrassa | xemeneia de fàbrica |                                             | 41° 33′ 57″ N, 2° 00′ 08″ E / 41.565827°N,2.00213°E ca:Carrer del Bruc, 20, Terrassa 325 msnm                                                      | bé cultural d'interès local | Xemeneia de Filatures Matarí              | Modifica les dades a Wikidata |
|        | xemeneia de Filcolor                      | Terrassa | xemeneia de fàbrica |                                             | 41° 33′ 30″ N, 2° 00′ 59″ E / 41.558257°N,2.01632°E ca:Ctra. de Montcada, 269-275, Terrassa 265 msnm                                               | bé cultural d'interès local | Xemeneia de Filcolor                      | Modifica les dades a Wikidata |
|        | xemeneia de Tintes Gorina i Grau          | Terrassa | xemeneia de fàbrica |                                             | 41° 33′ 36″ N, 2° 00′ 57″ E / 41.560101°N,2.015769°E                                                                                               | bé cultural d'interès local |                                           | Modifica les dades a Wikidata |
|        | xemeneia de Tintes Olivé                  | Terrassa | xemeneia de fàbrica | Estil: arquitectura popular 19th century    | 41° 34′ 01″ N, 2° 00′ 50″ E / 41.567061°N,2.013824°E ca:C. Societat - c. Mina, Terrassa 304 msnm                                                   | bé cultural d'interès local | Xemeneia de Tintes Olivé                  | Modifica les dades a Wikidata |
|        | xemeneia de Tintes del Vallès             | Terrassa | xemeneia de fàbrica | 20th century                                | 41° 33′ 13″ N, 2° 00′ 21″ E / 41.553727°N,2.005716°E ca:C. Linné, 23 - c. Lavosier - c. Lepant - c. Aragó 276 msnm                                 | bé cultural d'interès local | Xemeneia de Tintes del Vallès             | Modifica les dades a Wikidata |
|        | xemeneia de l'Auxiliar Estambrera         | Terrassa | xemeneia de fàbrica |                                             | 41° 33′ 08″ N, 2° 01′ 29″ E / 41.552313°N,2.024659°E ca:C. Menéndez Pelayo - c. Santa Eulàlia - c. Bages - c. Concepción Arenal, Terrassa 304 msnm | bé cultural d'interès local | Xemeneia de l'Auxiliar Estambrera         | Modifica les dades a Wikidata |
|        | xemeneia de l'antiga Quadra Busquets      | Terrassa | xemeneia de fàbrica | 20th century                                | 41° 33′ 44″ N, 2° 00′ 31″ E / 41.56228°N,2.008568°E ca:Plaça de Salvador Espriu, Terrassa 298 msnm                                                 | bé cultural d'interès local | Xemeneia de l'antiga Quadra Busquets      | Modifica les dades a Wikidata |
|        | xemeneia de la Fàbrica Abad Ribera        | Terrassa | xemeneia de fàbrica |                                             | 41° 33′ 22″ N, 2° 00′ 22″ E / 41.556111°N,2.006244°E ca:Ctra. Martorell, 29 - c. Concili Egarenc , Terrassa 292 msnm                               | bé cultural d'interès local | Xemeneia de la Fàbrica Abad Ribera        | Modifica les dades a Wikidata |
|        | xemeneia de la Fàbrica Guardiola          | Terrassa | xemeneia de fàbrica | 20th century                                | 41° 33′ 54″ N, 2° 01′ 03″ E / 41.565129°N,2.017563°E ca:C. Sant Antoni, 62, Terrassa 325 msnm                                                      | bé cultural d'interès local | Xemeneia de la Fàbrica Guardiola          | Modifica les dades a Wikidata |
|        | xemeneia de la Manufactura Auxiliar I     | Terrassa | xemeneia de fàbrica |                                             | 41° 33′ 18″ N, 2° 00′ 51″ E / 41.554985°N,2.014277°E ca:Carrer de Sant Sebastià, 127, Terrassa 299 msnm                                            | bé cultural d'interès local | Xemeneia de la Manufactura Auxiliar I     | Modifica les dades a Wikidata |
|        | xemeneia de la Manufactura Auxiliar II    | Terrassa | xemeneia de fàbrica |                                             | 41° 33′ 22″ N, 2° 00′ 55″ E / 41.556075°N,2.015385°E ca:C. Sant Sebastià - c. Baldrich - c. Prim - c. Pare Font 286 msnm                           | bé cultural d'interès local | Xemeneia de la Manufactura Auxiliar II    | Modifica les dades a Wikidata |
|        | xemeneia de la SAPHIL                     | Terrassa | xemeneia de fàbrica |                                             | 41° 33′ 55″ N, 2° 00′ 22″ E / 41.565239°N,2.006137°E ca:Pl. de l'Anònima, Terrassa 287 msnm                                                        | bé cultural d'interès local | Xemeneia de la SAPHIL                     | Modifica les dades a Wikidata |
|        | xemeneia de la TIPSA                      | Terrassa | xemeneia de fàbrica | 20th century                                | 41° 33′ 04″ N, 2° 00′ 55″ E / 41.551019°N,2.015369°E ca:Ctra. de Rubí, 220, Terrassa 269 msnm                                                      | bé cultural d'interès local | Xemeneia de la TIPSA                      | Modifica les dades a Wikidata |
|        | xemeneia de la Terrassa Industrial        | Terrassa | xemeneia de fàbrica |                                             | 41° 33′ 25″ N, 2° 00′ 58″ E / 41.557077°N,2.016042°E ca:C. Prim - ctra. de Montcada, Terrassa 309 msnm                                             | bé cultural d'interès local | Xemeneia de la Terrassa Industrial        | Modifica les dades a Wikidata |
|        | xemeneia de la Tintoreria Llanera         | Terrassa | xemeneia de fàbrica | Estil: arquitectura popular 20th century    | 41° 34′ 07″ N, 2° 00′ 43″ E / 41.568494°N,2.011973°E ca:Carrer Montserrat, Terrassa 306 msnm                                                       | bé cultural d'interès local | Xemeneia de la Tintoreria Llanera         | Modifica les dades a Wikidata |
|        | xemeneia de la bòbila Almirall            | Terrassa | xemeneia de fàbrica | Estil: arquitectura popular                 | 41° 33′ 28″ N, 1° 59′ 58″ E / 41.5577°N,1.99952°E                                                                                                  | bé cultural d'interès local | Xemeneia de la bòbila Almirall            | Modifica les dades a Wikidata |
|        | xemeneia de la bòbila Almirall II         | Terrassa | xemeneia de fàbrica |                                             | 41° 33′ 17″ N, 1° 59′ 51″ E / 41.554776°N,1.997615°E ca:Ctra. d'Olesa, 59, Terrassa 308 msnm                                                       |                             | Xemeneia de la bòbila Almirall II         | Modifica les dades a Wikidata |
|        | xemeneia del Vapor Amat                   | Terrassa | xemeneia de fàbrica | Estil: arquitectura modernista 1900 Alt: 6m | 41° 33′ 51″ N, 2° 00′ 37″ E / 41.564051°N,2.010249°E ca:Plaça Didó                                                                                 | bé cultural d'interès local | Xemeneia de ca l'Izard                    | Modifica les dades a Wikidata |
|        | xemeneia del Vapor Aymerich, Amat i Jover | Terrassa | xemeneia de fàbrica |                                             | 41° 33′ 54″ N, 2° 00′ 28″ E / 41.564886°N,2.007843°E ca:Rambla d'Ègara, 270, Terrassa 383 msnm                                                     | bé cultural d'interès local | Xemeneia del Vapor Aymerich, Amat i Jover | Modifica les dades a Wikidata |
|        | xemeneia del Vapor Galí                   | Terrassa | xemeneia de fàbrica | 20th century                                | 41° 34′ 12″ N, 2° 00′ 38″ E / 41.569873°N,2.010675°E ca:Pg. Vint-i-dos de Juliol - pg. de les Lletres, Terrassa 332 msnm                           | bé cultural d'interès local | Xemeneia del Vapor Galí                   | Modifica les dades a Wikidata |
|        | xemeneia del Vapor Sala i Badrinas        | Terrassa | xemeneia de fàbrica |                                             | 41° 33′ 22″ N, 2° 00′ 58″ E / 41.556067°N,2.016194°E                                                                                               | bé cultural d'interès local | Xemeneia del Vapor Sala i Badrinas        | Modifica les dades a Wikidata |

## Misc
| imatge | Nom                                                | Ubicat a                                                         | instància de                              | Detalls                                                                               | coordenades | Protecció                                            | Commons (més fotos)                                    | Dades a WD                    |
| ------ | -------------------------------------------------- | ---------------------------------------------------------------- | ----------------------------------------- | ------------------------------------------------------------------------------------- | --- | ---------------------------------------------------- | ------------------------------------------------------ | ----------------------------- |
|        | Aqüeducte del torrent de Can Bonvilar              | Terrassa                                                         | aqüeducte                                 | Estil: arquitectura popular                                                           | 41° 34′ 28″ N, 2° 03′ 24″ E / 41.574431°N,2.056536°E                                                                     | bé integrant del patrimoni cultural català           |                                                        | Modifica les dades a Wikidata |
|        | Bonvilar                                           | Terrassa                                                         | vèrtex geodèsic                           | Alt: 1.2m                                                                             | 41° 34′ 42″ N, 2° 03′ 31″ E / 41.578434°N,2.058604°E 333.293 msnm                                                        |                                                      |                                                        | Modifica les dades a Wikidata |
|        | Capritx                                            | Terrassa                                                         | restaurant                                | 2002                                                                                  | 41° 24′ 53″ N, 2° 10′ 43″ E / 41.4146°N,2.1787°E                                                                         |                                                      |                                                        | Modifica les dades a Wikidata |
|        | Casa de la Vila                                    | Terrassa                                                         | casa consistorial                         | Arquitecte: Lluís Muncunill i Parellada Estil: neogòtic arquitectura modernista 1900s | 41° 33′ 47″ N, 2° 00′ 36″ E / 41.5631°N,2.01006°E ca:Raval de Montserrat, 16-20                                          | bé cultural d'interès local                          | Ajuntament de Terrassa                                 | Modifica les dades a Wikidata |
|        | Castell Cartoixa de Vallparadís                    | Terrassa província cartoixana de Catalunya                       | castell monestir cartoixà                 | Estil: arquitectura gòtica                                                            | 41° 33′ 53″ N, 2° 01′ 08″ E / 41.5646°N,2.01892°E                                                                        | bé d'interès cultural bé cultural d'interès nacional | Castell-Cartoixa de Vallparadís                        | Modifica les dades a Wikidata |
|        | Cementiri Nou de Terrassa                          | Terrassa                                                         | cementiri                                 | Arquitecte: Melcior Vinyals i Muñoz Estil: arquitectura eclèctica                     | 41° 33′ 31″ N, 2° 02′ 31″ E / 41.5587°N,2.04197°E                                                                        | bé cultural d'interès local                          | New Terrassa Cemetery                                  | Modifica les dades a Wikidata |
|        | Creu Gran                                          | Terrassa                                                         | creu de terme                             | Estil: historicisme arquitectònic                                                     | 41° 33′ 58″ N, 2° 00′ 54″ E / 41.566°N,2.01497°E ca:Plaça de la Creu Gran                                                | bé cultural d'interès local                          | Creu Gran (Terrassa)                                   | Modifica les dades a Wikidata |
|        | Escola d'Enginyeria de Terrassa                    | Terrassa                                                         | escola d'enginyeria edifici               | Arquitecte: Lluís Muncunill i Parellada Estil: arquitectura modernista 1901           | 41° 33′ 51″ N, 2° 01′ 21″ E / 41.56416667°N,2.0225°E ca:Carrer Colom, 1                                                  | bé cultural d'interès local                          | Escola d'Enginyeria de Terrassa                        | Modifica les dades a Wikidata |
|        | Estació de Torrebonica                             | Terrassa Torrebonica                                             | antiga estació de ferrocarril             |                                                                                       | 41° 33′ 59″ N, 2° 02′ 55″ E / 41.56645°N,2.04852°E                                                                       |                                                      |                                                        | Modifica les dades a Wikidata |
|        | Estadi Olímpic de Terrassa                         | Terrassa                                                         | estadi                                    | 1955                                                                                  | 41° 34′ 34″ N, 2° 00′ 40″ E / 41.576133°N,2.011142°E                                                                     | bé integrant del patrimoni cultural català           | Estadi Olímpic de Terrassa                             | Modifica les dades a Wikidata |
|        | Finestra amb llinda al carrer Sant Pere, 30        | Terrassa                                                         | finestra                                  | Estil: arquitectura popular                                                           | 41° 33′ 49″ N, 2° 00′ 41″ E / 41.563678°N,2.011517°E                                                                     | bé cultural d'interès local                          | Finestra amb llinda al carrer Sant Pere, 30 (Terrassa) | Modifica les dades a Wikidata |
|        | La Diversa                                         | Terrassa                                                         | fira del llibre                           | 2024                                                                                  | |                                                      | La Diversa                                             | Modifica les dades a Wikidata |
|        | Metro de Terrassa                                  | Terrassa                                                         | línia de ferrocarril                      |                                                                                       | |                                                      |                                                        | Modifica les dades a Wikidata |
|        | Pantà de la Xoriguera                              | Terrassa                                                         | embassament                               | Estat: ruïnós                                                                         | 41° 35′ 34″ N, 1° 58′ 51″ E / 41.59283°N,1.98093°E                                                                       |                                                      |                                                        | Modifica les dades a Wikidata |
|        | Parc de Bombers de Terrassa                        | Terrassa                                                         | parc de bombers                           |                                                                                       | 41° 34′ 05″ N, 2° 01′ 34″ E / 41.56797033291194°N,2.0260929734147277°E es:Avinguda de Barcelona, 287                     |                                                      |                                                        | Modifica les dades a Wikidata |
|        | Parc de Vallparadís                                | Terrassa                                                         | parc conjunt històric                     | Llarg: 3.5km Superfície: 395000m²                                                     | 41° 34′ N, 2° 01′ E / 41.56°N,2.02°E                                                                                     | bé d'interès cultural bé cultural d'interès nacional | Parc de Vallparadís                                    | Modifica les dades a Wikidata |
|        | Pou de glaç del Guitard                            | Terrassa                                                         | pou de neu                                | Estil: arquitectura popular                                                           | 41° 35′ 59″ N, 1° 58′ 23″ E / 41.599758°N,1.97312°E                                                                      | bé cultural d'interès local                          |                                                        | Modifica les dades a Wikidata |
|        | Reial Club de Golf del Prat                        | Terrassa                                                         | camp de golf club de golf                 |                                                                                       | 41° 34′ 12″ N, 2° 03′ 13″ E / 41.57°N,2.05361°E                                                                          |                                                      |                                                        | Modifica les dades a Wikidata |
|        | Torre del Palau                                    | Terrassa                                                         | palau                                     |                                                                                       | 41° 33′ 45″ N, 2° 00′ 39″ E / 41.5625°N,2.01083°E ca:Plaça de la Torre del Palau                                         | bé d'interès cultural bé cultural d'interès nacional | Torre del Palau                                        | Modifica les dades a Wikidata |
|        | Torrota de l'Obac                                  | Terrassa                                                         | torre de defensa                          |                                                                                       | 41° 37′ 44″ N, 1° 58′ 08″ E / 41.628775°N,1.968872°E                                                                     | bé cultural d'interès local                          | Torrota de l'Obac                                      | Modifica les dades a Wikidata |
|        | Vapor de Prodis                                    | Terrassa                                                         | centre cívic                              |                                                                                       | 41° 33′ 57″ N, 2° 00′ 08″ E / 41.565702845508135°N,2.002207413492771°E ca:Carrer del Bruc, 46, 08224 Terrassa, Barcelona |                                                      | Vapor de Prodis                                        | Modifica les dades a Wikidata |
|        | antic cinema La Rambla                             | Terrassa                                                         | sala de cinema                            | Estil: racionalisme arquitectònic                                                     | 41° 33′ 41″ N, 2° 00′ 28″ E / 41.5615°N,2.00791°E                                                                        | bé cultural d'interès local                          | Antic cinema La Rambla                                 | Modifica les dades a Wikidata |
|        | camí dels Monjos                                   | Sant Cugat del Vallès Sant Quirze del Vallès Terrassa Matadepera | camí                                      | Llarg: 27.43km                                                                        | 41° 31′ 47″ N, 2° 03′ 17″ E / 41.529783°N,2.054732°E                                                                     |                                                      | Camí dels Monjos                                       | Modifica les dades a Wikidata |
|        | catedral de Terrassa                               | Terrassa                                                         | catedral catòlica església basílica menor | Estil: gòtic tardà 1574 Anomenat per: Esperit Sant Dedicat a: Esperit Sant            | 41° 33′ 44″ N, 2° 00′ 43″ E / 41.5622°N,2.01194°E                                                                        | bé cultural d'interès local                          | Cathedral of Terrassa                                  | Modifica les dades a Wikidata |
|        | el Pla del Bon Aire                                | Terrassa                                                         | nucli d'entitat singular de població      | 149 hab                                                                               | 41° 35′ 26″ N, 2° 01′ 03″ E / 41.59066381°N,2.0174191°E 391 msnm                                                         |                                                      |                                                        | Modifica les dades a Wikidata |
|        | fragment del claustre de Sant Pere de les Puel·les | Terrassa                                                         | claustre                                  | Estil: arquitectura gòtica                                                            | 41° 34′ 04″ N, 2° 00′ 49″ E / 41.567755°N,2.013489°E ca:Sant Ignasi, 1-3                                                 | bé cultural d'interès local                          | Cloister of Monestir de Sant Pere de les Puel·les      | Modifica les dades a Wikidata |
|        | les Foradades                                      | Terrassa                                                         | cova                                      |                                                                                       | 41° 37′ 00″ N, 1° 59′ 03″ E / 41.61666666666667°N,1.9841944444444444°E serra de les Pedritxes                            |                                                      | Les Foradades                                          | Modifica les dades a Wikidata |
|        | llinda de finestra de l'antic Hostal d'Alberiques  | Terrassa                                                         | llinda                                    | Estil: gòtic tardà                                                                    | 41° 33′ 42″ N, 2° 00′ 40″ E / 41.561783°N,2.011128°E                                                                     | bé integrant del patrimoni cultural català           | Llinda de finestra de l'antic Hostal d'Alberiques      | Modifica les dades a Wikidata |
|        | pont de la Rambla                                  | Terrassa                                                         | pont ferroviari                           | Travessa: rambla d'Ègara Hi passa: línia Barcelona-Manresa-Lleida-Almacelles          | 41° 34′ 09″ N, 2° 00′ 15″ E / 41.56929658168839°N,2.00426459312439°E                                                     |                                                      |                                                        | Modifica les dades a Wikidata |